# Pfarrkirche St. Mauritius (Appenzell)

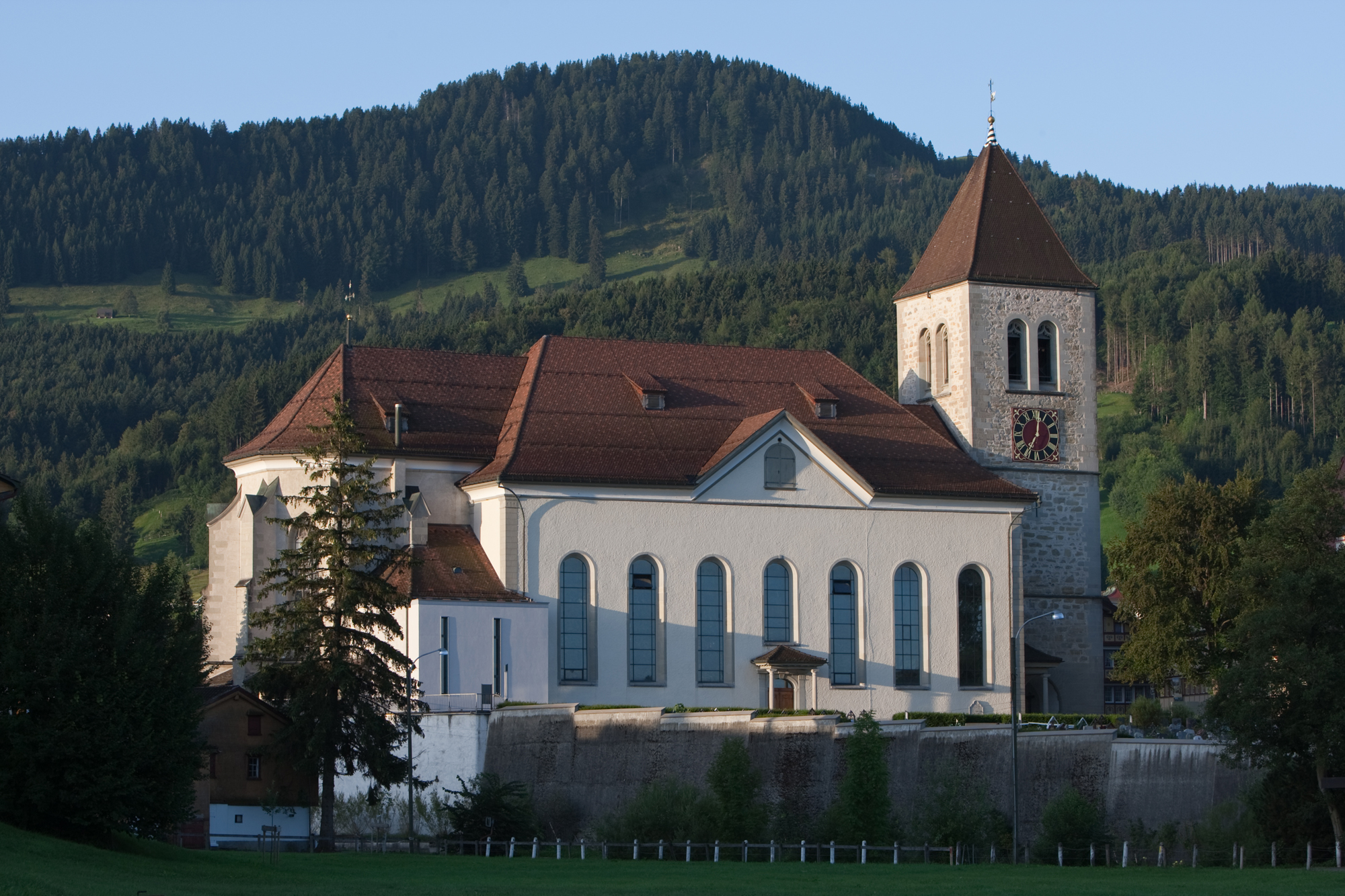
Pfarrkirche St. Mauritius (Aussenansicht)

Die Pfarrkirche St. Mauritius ist die römisch-katholische Pfarrkirche der Ortschaft Appenzell. Sie ist dem heiligen Mauritius geweiht, dem Landespatron des Kantons Appenzell Innerrhoden. Das erste Bauwerk an diesem Standort entstand um 1068/1069. Im Lauf ihrer Geschichte wurde die Kirche mehrmals erweitert oder neu erbaut. Ihr heutiges äusseres Erscheinungsbild erhielt sie mit dem Neubau des klassizistischen Kirchenschiffes zwischen 1824 und 1825; dabei blieben der Chor und der Turm der spätgotischen Kirche unversehrt. Im Inneren blieb auch nach der Renovierung von 2018–2019 die zwischen 1890 und 1892 durchgeführte Umgestaltung im Stil des Neorokoko weitgehend erhalten. Der Hochaltar stammt aus dem Jahr 1622, die übrige Kircheneinrichtung grösstenteils aus Mitte bis Ende des 19. Jahrhunderts.
Die Pfarrei umfasst nicht mehr wie bei ihrer Gründung den inneren Landesteil des heutigen Kantons Appenzell Innerrhoden und einen grossen Teil der ausserrhodischen Gemeinde Gais. Ihr Einzugsgebiet hat sich dadurch verkleinert, dass Pfarreien gegründet wurden und Kuratien zu eigenständigen Pfarreien aufstiegen. Die Pfarrei Appenzell ist nicht deckungsgleich mit dem Bezirk Appenzell.
Seit 1971 steht die Kirche unter eidgenössischem Denkmalschutz (höchster von der Schweiz vergebener Schutzstatus).

## Lage

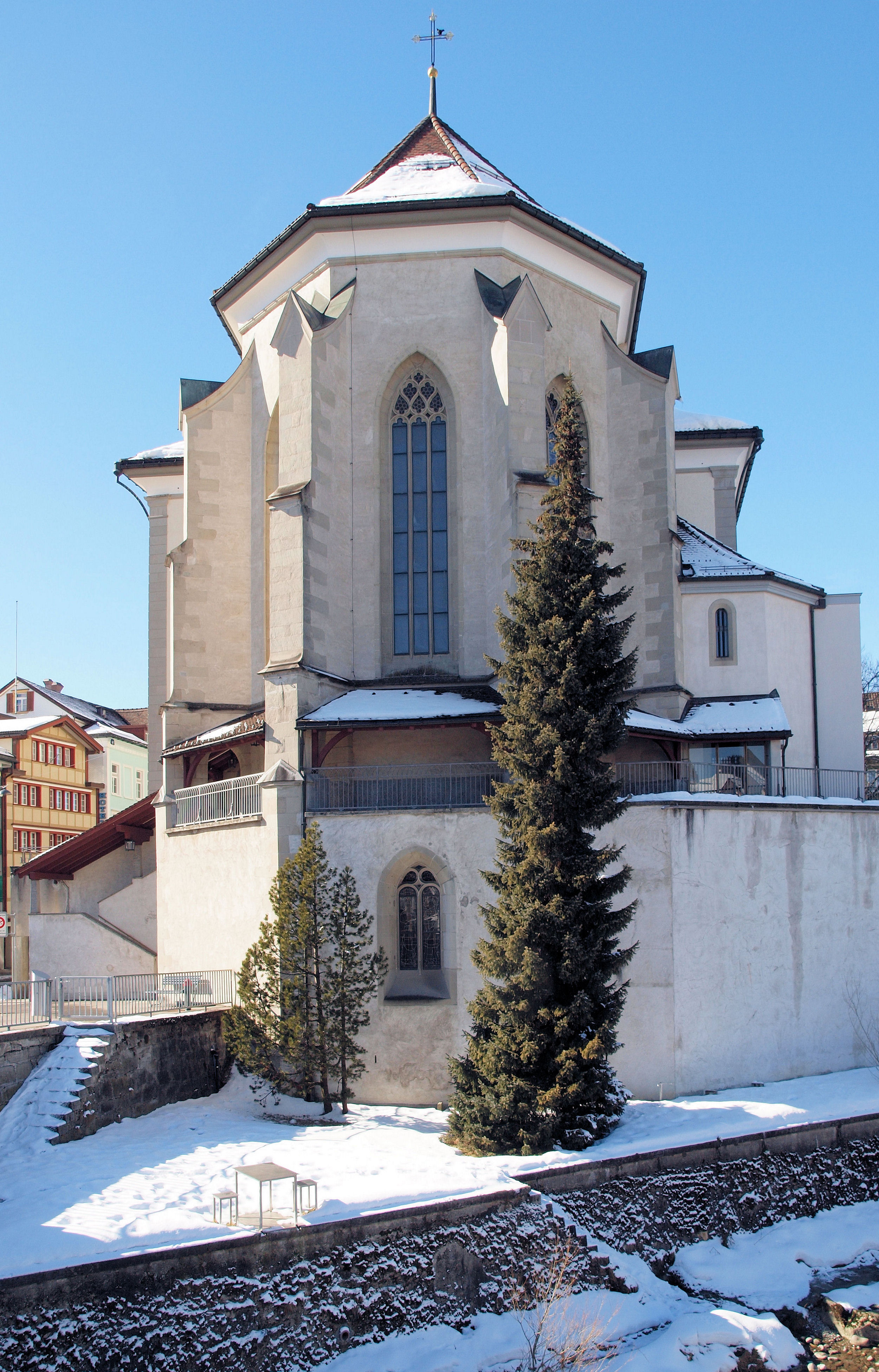
Ostansicht des spätgotischen Chores mit Krypta, 2021

Die Kirche steht an der Nordostecke des Dorfkerns auf dem Rücken eines Kalksporns. Dieser fällt zur Sitter und zur Hauptgasse hin steil ab und senkt sich im Norden gegen den Friedhof sanft ab. Der Steilabfall zur Hauptgasse ist mit einer Stützmauer versehen, in die 1963 eine Fussgängergalerie eingefügt wurde.
Der Friedhof dehnte sich einst auf beiden Seiten der Pfarrkirche aus. In einer unbekannten Zeit, spätestens 1824, wurde der südliche Teil wahrscheinlich aus Platzgründen aufgegeben. Derjenige auf der Nordseite, einst durch eine mit Ziegeln bedeckte Mauer versehen, erfuhr hingegen mehrere Erweiterungen (1612, 1857, 1891 und 1902). Sein Areal umfasste auch einen ungeweihten Teil für ungetaufte Kinder, Nichtkatholiken, Suizidenten und nicht auf der Richtstatt verscharrte Hingerichtete. Die Protestanten wurden von 1892 bis 1966 auf einem für sie vorgesehenen Teil des Friedhofes beerdigt. 1990 wurde das letzte Stück des «Protestantenviertels» geräumt.
Die Kirche ist freistehend und kann auf der Höhe des Chores und des Schiffes auf der Aussenseite umrundet werden. Gegen Süden und Osten erhebt sie sich, durch Stützmauern gesichert, deutlich vom umgebenden Terrain. Die Südseite und Westseite werden durch die enge Bebauung des Dorfes Appenzell geprägt und verdecken die Kirche in der Fernansicht teilweise. Die Nord- und Ostseite ist hingegen besser sichtbar, da der Friedhof und die Sitter eine zu nahe Bebauung verhindert haben.
Das Beinhaus auf dem Friedhof wird erstmals am 22. Mai 1485 urkundlich erwähnt. Es wurde nach dem Dorfbrand von 1560 neu gebaut und 1857 infolge Baufälligkeit sowie Platzmangels auf dem Friedhof abgerissen. Der Bau befand sich rund 30 bis 50 Meter nordwärts der Pfarrkirche und war wie anderswo verbreitet zweigeschossig, unten befand sich der Gebeineraum und oben die Kapelle. Der Friedhof erhielt 1960 eine Leichenhalle, 1982 eine neue Abdankungshalle.
Auf dem Friedhof befand sich auch ein Schwesternhaus, die sogenannte «alte Klos», die sich aus einer möglicherweise schon im 13. Jahrhundert bestehenden Inklusenzelle bei der Pfarrkirche entwickelte und 1420/1421 als st. gallisches Lehen erwähnt wird. Die Gemeinschaft ist für 1474 als Beginengemeinschaft belegt und dürfte nach dem im Seelbuch von Gonten für 1584 belegten Tod von Barbara Meggeli, muoter in der kloß im dorff Appenzell, erloschen sein. Das Schwesternhaus muss um 1508 neu- oder umgebaut worden sein, wurde nach seiner Zerstörung im Dorfbrand von 1560 neben dem Beinhaus wieder aufgebaut und 1612 anlässlich der Erweiterung des Friedhofes abgebrochen. Das Haus diente den Kapuzinern von 1587 bis 1588 als provorische Niederlassung. Anlässlich der Neugestaltung des Friedhofes stiess man 2006 zehn Meter nördlich der Pfarrkirche auf Spuren eines Gebäudes, wohl das Schwesternhaus in seinem Zustand vor dem Dorfbrand; gesichert wurde dort ein Treppengang unbekannter Funktion, vielleicht der Zugang von dort zur Krypta der Pfarrkirche.
Nördlich des Friedhofes wurde zwischen 1908 und 1909 die reformierte Kirche mit Dienstwohnung des Pfarrers und Gemeinderäumen gebaut. Vorher hatten reformierte Gottesdienste ab 1875 im grossen Ratssaal des Rathauses und ab 1881 im Vereinshaus an der Hauptgasse 11 stattgefunden.

## Geschichte der Pfarrei
St. Mauritius war die Mutterpfarrei der inneren Rhoden im Land Appenzell und nach der Landteilung von 1597 diejenige des inneren Landesteiles von Appenzell Innerrhoden. Das Gebiet des «Hackbüels» wurde zwischen 1323 und 1360/1370 der neu errichteten Pfarrei Gais zugeschlagen. Die Pfarreien Gonten und Haslen wurden im 17. Jahrhundert abgetrennt. Die Kuratien von Brülisau, Eggerstanden, Schwende und Schlatt wurden im 17. und 18. Jahrhundert gegründet; Brülisau wurde 1845, Schwende 1914 zur Pfarrei.
Schon 1071 legte Abt Nortpert von St. Gallen († 1072) die Umgrenzung und Ausstattung der Pfarrei fest. Die Kirche war als Eigenkirche im Neubruchland von Abbacella errichtet worden. Bischof Thietmar von Chur († 1070) hatte sie auf Bitten und im Auftrag seines Konstanzer Amtskollegen Rumold von Konstanz († 1069) geweiht. Dadurch ist der Bau und die Weihe der Kirche ziemlich genau bestimmbar: Sie müssen um 1068/1069, jedenfalls vor Rumalds und Thietmars Tod, am 4. November 1069 respektive 29. Januar 1070, stattgefunden haben. Die Gründungsurkunde ist in einer um 1170–1190 erstellten Abschrift im romanischen Missale enthalten. Das Messbuch war um 1150–1170 entstanden und kam um 1180 nach Appenzell.
Wohl wegen ihrer reichen Einkünfte wurde die Pfarrei am 23. April 1248 der in finanzielle Not geratenen Abtei St. Gallen inkorporiert. 1253 bestätigte Papst Innozenz IV. dieses Vorgehen seines Legaten. Durch diese Inkorporation gelangten die Zehnten direkt an die Abtei, die im Gegenzug die Gebäude zu unterhalten und einen stellvertretenden Geistlichen mit genügend Einkommen zu bestellen hatte. Die wirtschaftlich-finanzielle Angelegenheit war auch Ausgangspunkt der Freiheitsbestrebungen der Appenzeller. Diese traten vor 1272 dem geheimen Bund der Gotteshausleute von Hundwil und Grüningen mit den Bürgern von St. Gallen, Wil und Wangen im Allgäu bei, was auch als Schutzmassnahme gegen den Abt und seine Steuerpolitik zu verstehen ist. Der Konflikt mündete auch angesichts der bedrohlichen Stellung der Habsburger in den Appenzellerkriegen (1401–1429) und führte zur Annäherung der Appenzeller an die Eidgenossenschaft. Am 24. November 1411 wurde mit sieben eidgenössischen Orten (ohne Bern) ein Burg- und Landrecht geschlossen, das 41 Jahre später mit nur unwesentlichen Verbesserungen erneuert wurde.
Zunächst begann ein zähes Ringen zwischen den Appenzellern und dem Abt von St. Gallen um die herrschaftlichen Rechte der Abtei, die nach einer Phase der Aufweichung ab 1360 wieder konsequent eingefordert wurden. Nachdem es dem Abt nicht gelang, die Appenzeller zum Gehorsam zu zwingen und energische Mahnungen bei deren Verbündeten nichts brachten, bediente er sich eines seiner weitläufigen Kontakte und betraute den Scholasticus des Speyerer Domes mit der Regelung seines Anliegens. Am 4. Februar 1426 setzte Berchtold von Wildungen ein Mandat gegen die Appenzeller auf. Darin zählte er alle Rechtstitel auf, nach denen die Bergleute von Appenzell zinspflichtig waren, wobei er deutlich an der Inkorporation und den sich daraus ergebenden Verpflichtungen festhielt. Den Appenzellern wurde eine Frist von 30 Tagen gewährt, um sich zu unterwerfen oder begründete Einwände vorzubringen. Die Appenzeller baten um einen Rechtstag in Konstanz, der auf den 14. April festgelegt, aber vom Scholasticus nicht wahrgenommen wurde. Denn am 10. April hatte dieser nach Ablauf einer tags zuvor in Speyer erlassenen peremptorischen Vorladung den Bann und das Interdikt über die Appenzeller gesprochen.
Am 26. Juli 1429 fiel in Konstanz die Entscheidung, dass der Schiedsspruch der Eidgenossen von 1421 befolgt werden müsse und die Appenzeller ihre Abgaben einschliesslich des Kirchenzehnten wieder zu entrichten hätten. Nachdem die Appenzeller die 2000 Pfund Haller nachgezahlt hatten, wurden sie am 7. August 1429 aus Bann und Interdikt gelöst. Die Streitigkeiten um die herrschaftlichen Rechte waren aber noch nicht zu Ende und zogen sich grösstenteils bis zur Ablösung des letzten grossen Teiles der Lasten, des Haberzehnten, am 11. Mai 1537 hin. Zuletzt konnte am 4. Februar 1566 eine Verständigung über den Todfall erzielt werden. Die Bündnisgelder, die das Land Appenzell nach seiner Aufnahme als XIII. Ort der Eidgenossenschaft (1513) erhielt, hatten die Ablösung der finanziellen Lasten gegenüber der Abtei ermöglicht. Erst am 17. November 1645 wurde ein Vertrag mit ihr über das Kollaturrecht an der Pfarrkirche Appenzell geschlossen, das die Appenzeller aber schon vorher willkürlich ausgeübt hatten.
Am 17. September 1798 wurde die Abtei St. Gallen durch die helvetischen Behörden aufgehoben. Die Aufgaben des ehemaligen stift-st.gallischen Offizialates, die den Kanton Appenzell Innerrhoden betrafen, übernahm nach einem Provisorium das am 24. Dezember 1806 errichtete Bischöfliche Kommissariat Appenzell. Im Jahr 1891 kamen auch die katholischen Geistlichen in Appenzell Ausserrhoden dazu.
Die Pfarrei Appenzell gehörte seit ihrer Gründung zum Bistum Konstanz. Papst Pius VII. trennte am 7. Oktober 1814 die schweizerischen Gebiete von diesem ab und übertrug sie Franz Bernhard Göldlin von Tiefenau, Stiftspropst in Beromünster, zur provisorischen Verwaltung. Am 10. Januar 1815 wurde er installiert. Nach dessen Tod wurde am 9. Oktober 1819 der Bischof von Chur mit dieser Aufgabe betraut. Doch dieses Provisorium wurde zum Dauerzustand. Ab 1865 bemühte sich der st. gallische Bischof Carl Johann Greith, die provisorische Verwaltung über das Appenzellerland nach St. Gallen zu überführen. Am 12. Mai 1866 informierte die Nuntiatur in Luzern Landammann und Rat von Appenzell Innerrhoden über die gemäss einem päpstlichen Dekret vom 5. Januar 1866 («Quo tempore cathedralis») erfolgte Übertragung, die vor allem aus seelsorgerischen Gründen erfolgt sei und den Kanton nichts kosten würde. Da das Konkordat für das Bistum St. Gallen von 1847 keine Erweiterung der Diözese vorsieht, besteht diese Rechtsform der provisorischen Rechtsform der Apostolischen Administratur des Bischofs von St. Gallen noch heute.

## Baugeschichte

Grundrissplan mit den Bauetappen, gemäss Ausgrabungen 1970

Der heutigen Kirche gingen drei, wenn man den hochmittelalterlichen Anbau mitzählt, gar vier Vorgängerbauten voraus. Beim Bau der jetzigen Kirche wurden Teile der Vorgängerkirche wiederverwendet.

### Kirche von 1068/1069
Durch die Urkunde von 1071 und die darin enthaltenen Namen lässt sich der Bau der Kirche ziemlich genau datieren. Sie wurde um 1068/1069 durch Abt Nortpert von St. Gallen erbaut und um 1069 durch Bischof Thietmar von Chur geweiht. Der erste Bau war ein viereckiger Saal mit einer beträchtlichen Breite von 13 Metern. Er hatte die um diese Zeit typische Bauform in der Nordostschweiz. Der Ostabschluss, dessen Lage anhand der Grabungen festgestellt werden konnte, besass eine spitze Ecke im Norden. Die Südostecke der ersten Kirche befand sich unter der heutigen Südostecke des Schiffes und führte in einem Winkel von rund fünf Grad zur heutigen Chorwand. Die Lage der Westwand wie auch der Standort des Altars, den man sich in der Art von St. Dionys bei Wurmsbach vorstellen darf, konnten nicht mehr festgestellt werden.

### Hochmittelalterlicher Anbau
Nördlich der Ostmauer der ersten Kirche wurde im Hochmittelalter ein Anbau errichtet, dessen Südostecke sich unmittelbar neben der Nordostecke der ersten Kirche befand. Der bei den Ausgrabungen von 1970 gefundene Aussenputz an der Chorwand des zweiten Baus widerlegt die Vermutung einer früheren Aussenkrypta.

### Spätromanische Kirche (um 1300)
Möglich ist, dass der Gründerbau am 11. November 1291 durch Truppen der Grafen von Werdenberg und Sargans, die mit Albrecht von Habsburg-Österreich verbündet waren, grossen Schaden erlitt. Der um 1300 errichtete zweite Kirchenbau hatte ebenfalls die Form eines rechteckigen Saals. Dieser hatte die Lage des heutigen Schiffes. Der Grundriss wurde um rund fünf Grad gedreht und die südliche Seitenwand verlief unter der südlichen Wand des heutigen Kirchenschiffs. Die nördliche Aussenmauer und die nördlichen Schiffspfeiler des Nachfolgebaus erreichten etwa zwei Drittel der heutigen Schiffsbreite. Die Ostmauer lag unter der heutigen Chortrennmauer. Die Kirche besass auch einen Turm, der beim Erdbeben im Oktober 1355 ins Wanken geriet. Er ist aber nicht identisch mit dem erhaltenen massiven spätgotischen Westturm. Bekannt ist, dass Weihbischof Heinrich von Konstanz am 26. Mai 1400 einen Seitenaltar zu Ehren der Heiligen Martin, Jost und Wendelin weihte. Die Weihe steht im Zusammenhang mit einer der frühesten Kaplaneigründungen.

### Spätgotische Kirche (1488–1513)

Darstellung des Dorfes Appenzell in der Stumpfschen Chronik 1547/1548. Auf dem Bild ist die spätgotische Kirche mit Beinhaus gut zu erkennen.

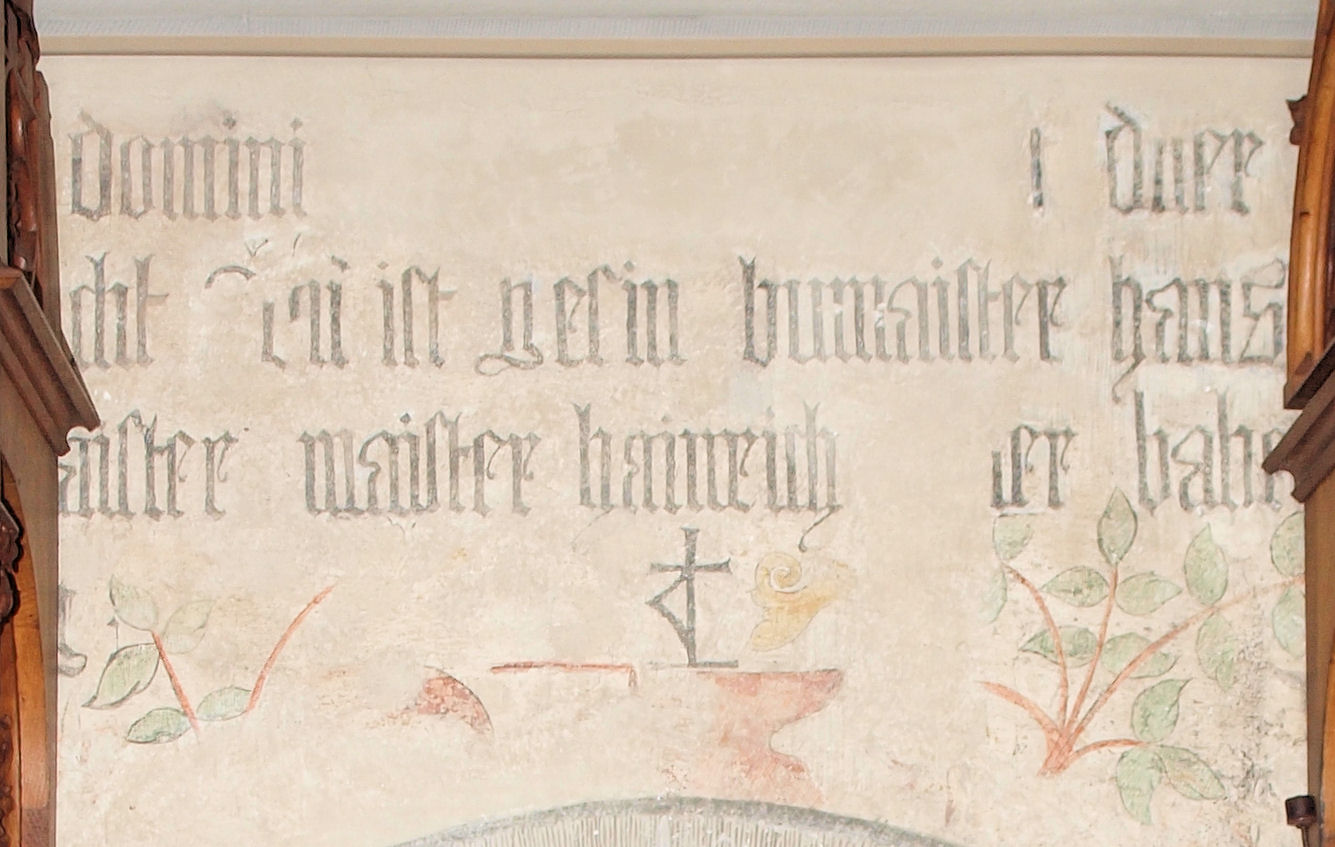
Lückenhafte Bauinschrift über der Sakristeitüre im Chor der Kirche

Die Vorbereitungen begannen nachweislich an Auffahrt (15. Mai) 1488, denn an diesem Tag kauften Enz Schwendiner und Othmar Roder als Vögte und Pfleger von St. Mauritius von Hans Wirt zu Hundwil das Recht, in seiner Weide, die sich in Hundwil unter der Kirche befand, Steine zu brechen. Aus dem Vertrag vom 29. Oktober 1495 mit Jörg Bisenberg von Kaufbeuren, wonach ihn Landammann und Rat von Appenzell beauftragten, die zwei grössten Glocken anderwärtig aufzuhängen, kann geschlossen werden, dass die Glocken vom romanischen Turm in den neuen Westturm umgehängt wurden. Der Hochaltar soll 1504 vollendet worden sein. Die Bauinschrift über der Sakristeitüre wurde beim späteren Emporeneinbau an entscheidenden Stellen durch Balkenlöcher zerstört. Ihr kann aber entnommen werden, dass damals als Baumeister Hans Tobler tätig war, der von 1505 bis 1507 als Zehntmeister und 1517 als Baumeister belegt ist. Weiter wird dort als Werkmeister ein Meister Heinrich mit einem auf -er auslautenden, höchstens sechsbuchstabigen Familiennamen, wohl Keßler, also Kessler, und als Parlier Hans Helßling oder Helbling erwähnt.
Zwischen dem 8. und 11. Oktober 1513 konsekrierte Weihbischof Balthasar Brennwald OP († 1517), Titularbischof von Troja, Kirche, Altäre und Friedhof. Zufolge eines Auszuges des Weihedokumentes, von Pfarrer Georg Schiess 1590 im Jahrzeitenbuch eingetragen, besass die Kirche damals acht Altäre. Die Kirche wird in mehreren Etappen erbaut worden sein: 1488–1495 erfolgte der Bau des Westturms, 1495–1504 jener der Krypta und des Chors, 1504–1513 der Bau des nach Norden und Westen erweiterten Schiffes.
Der Dorfbrand vom 18. März 1560 beschädigte die Kirche stark. Ein Teil der Innenausstattung konnte gerettet werden. Auch die Unterkirche, das Steinwerk des Chors und die unteren Teile des Turmes widerstanden dem Feuer. Der Dachstuhl von Kirche und Turm sowie die Holzdecken und die Holzpfeiler des Schiffes wurden ein Opfer des Brandes. Die heruntergefallenen Deckenteile beschädigten die Altäre im Kirchenschiff. Beim Brand wurden auch die Pfrundhäuser stark in Mitleidenschaft gezogen und mit ihnen etliche wertvolle Bücher, darunter das Jahrzeitenbuch, das aber teilweise aus der Erinnerung rekonstruiert werden konnte. Dies erklärt denn auch die recht mangelhafte Quellenlage zur Geschichte von Kirche und Pfarrei vor dem Dorfbrand.
Am 25. März 1560 wurde der Wiederaufbau der Kirche beschlossen. Bereits Ende Juni war der Dachstuhl errichtet und mit Schindeln bedeckt. Die Eile, mit der gebaut wurde, die Konstruktion der Staffelhalle sowie die Disposition und die Patrone der Altäre lassen den Schluss zu, dass eine Wiederherstellung der Kirche von 1513 unternommen wurde. Die Restaurierung der anderen Teile der Kirche zog sich noch länger hin. Die letzten Arbeiten dürften im Hochsommer von 1584 ausgeführt worden sein. Am 24. und 25. Juli 1590 nahm Weihbischof Balthasar Wurer (1513–1606), Titulaturbischof von Askalon, die Weihehandlungen an der neuen Pfarrkirche sowie deren Altären und Glocken vor.

### Klassizistisches Schiff (1824/1825)

Längsschnitt durch die Kirche und Krypta

Die Modernisierung des spätgotischen Kirchenbaus entsprach dem Bedürfnis, mehr Plätze zu gewinnen und baufällige Partien zu erneuern. Als Start kann der Beschluss des Grossen Rates vom 16. August 1808 angesehen werden, wonach die Angelegenheit eines Kirchenneubaus an die grosse Kirchenrechnungskommission übertragen wurde. Am 30. September legte der einheimische Kavaliersarchitekt Johann Anton Weishaupt (1776–1845), der Pfarrer in Kobelwald war, einen Plan für den Neubau des Kirchenschiffes mit einem Baubeschrieb vor. Zimmermeister Konrad Langenegger aus Gais nahm am 2. Oktober zusammen mit zwei einheimischen Meistern, Anton Joseph Ebneter (1768–1848) und Johann Meinrad Koller (1764–1817), eine Besichtigung der Kirche vor und zeichnete danach einen neuen Plan.
In der Folgezeit wurde viel diskutiert, aber nichts beschlossen. Zwar begann man 1814 mit der Lieferung von Sandsteinen aus dem Steintobel, aber die Finanzierung wurde erst 1817 an die Hand genommen. Die vorgesehenen Mittel mussten jedoch für andere Zwecke beansprucht werden, hatte doch ein Hochwasser die Kirchenmauer auf der Seite zur Sitter unterspült und das Fundament des Chors stark beschädigt. Mit dem Wechsel in der Leitung der Pfarrei – 1820 Johann Baptist Philipp Weishaupt (1767–1836) als neuer Pfarrer und 1822 Franz Anton Broger (1779–1847) in der Kirchenpflege – kamen zwei entscheidende Förderer der Idee des Kirchenneubaus zum Zuge. Der Pfarrer war der ältere Bruder des erwähnten Kavaliersarchitekten. Am 7. Dezember 1823 beschloss die Kirchhöri unter Zuzug der einstigen Filialgemeinden Gonten und Haslen nach mehrmaliger Abstimmung den Bau eines neuen Kirchenschiffes. In der Folge dekretierte der Grosse Rat, dass auch diese einen Teil an den Bau der Landeskirche beizusteuern haben. Er verwendete, wohl angesichts der bitteren Not nach den Hungerjahren von 1816 und 1817, für den Kirchenbau eigenmächtig den appenzellischen Anteil am schweizerischen Diözesanfonds und einen Teil des Wiener-Kongress-Geldes.
Noch 1823 wurde damit begonnen, Bauholz im Rellenwald und bei Eggerstanden zu fällen sowie Quadersteine in der Lank zu brechen. Die Streitigkeiten in der Bausache waren aber noch nicht beigelegt, bestimmte doch die Kirchhöri am 12. Februar 1824, dass der Altbau nicht vor dem Herbst abgebrochen werden dürfe, während der Grosse Rat am 1. April 1824 anordnete, die Mauern sofort niederzureissen. Das Mobiliar wurde sodann in den Chor gebracht, und am 25. April war die Südmauer bereits abgebrochen. Am 15. August war dort die alte Mauerhöhe erreicht, am 8. Oktober war dies der Fall bei der Nordmauer und am 22. Oktober waren die übrigen Mauerarbeiten fertiggestellt. Danach wurde der Dachstuhl aufgerichtet, den man beim Kapuzinerkloster vorbereitet hatte. Am 18. November wurde die Aufrichtung gefeiert. Baumeister war der in Herisau ansässige Toggenburger Enoch Breitenmoser (1787–1866). Seine Bauequipe umfasste zwischen elf und vierzehn Gesellen. Zwar schritt der eigentliche Bau zügig voran, der Innenausbau zog sich jedoch in den folgenden Jahren dahin.
Für die Stuckaturen am Gewölbe und an den Fensterbögen konnten zwei Söhne von Peter Anton Moosbrugger, Joseph Anton (* 1764) und Joseph Simon (1774–1831), gewonnen werden. Die Bemalung wurde zwei Mitgliedern der Bludenzer Künstlerfamilie Jehly, nämlich Joseph Andreas und seinem Bruder Mathias anvertraut. Als künstlerischen Berater zogen diese den St. Galler Zeichenlehrer Antonio Orazio Moretto (1773–1833) hinzu. Die beiden Chorwände wurden aber von einem der beiden Moosbruger bemalt, da Meister Joseph Andreas Jehly in den Militärdienst einberufen worden war. Im Advent 1825 schuf ein Joseph Moosbrugger die Kanzel. Nicht bekannt ist, wer genau für die Bestuhlung (Rorbach, Wyss) und den Plattenboden (Sommer, Nofels) verantwortlich zeichnete.
An Weihnachten 1825 wurde in der neuen Kirche der erste Gottesdienst gefeiert. Allerdings erhielt sie erst 1834/1838 die monumentalen Vorzeichen und Portale. Einige barocke Altäre wurden ins klassizistische Schiff verlegt und erst auf die in der ersten Hälfte des Monats März 1843 vorgenommene Konsekration der neuen Kirche renoviert.

## Beschreibung des Bauwerkes
Der Chor, unter dem sich die Krypta befindet, ist gegenüber dem Schiff eingezogen und seine Achse leicht nach Norden gedreht. Die schiefe Lage ist beim Bau der Mauern für das klassizistische Schiff entstanden. Dessen Ursache ist im Grundrissplan der Pfarrkirche gut nachvollziehbar. Wäre nämlich im rechten Winkel gebaut worden, hätte es keinen Durchgang bei der südwestlichen Ecke des Schiffes gegeben. Auch der Turm steht nicht in der Mitte der Westfront, sondern ist nach Norden verschoben. In der Nordostecke von Schiff und Chor befindet sich der doppelstöckige Sakristeianbau mit einem 2000/2001 vorgebauten, gleichstöckigen Anbau in Sichtbeton. Die Kirche ist über alles 57 Meter lang, während das Schiff 22 Meter breit ist. Der Turm ist mit dem Kreuz 45 Meter hoch. Die Innenhöhe des Schiffs beträgt 14,5 und die des Chores 13,8 und die der Krypta 5,5 Meter.

### Turm

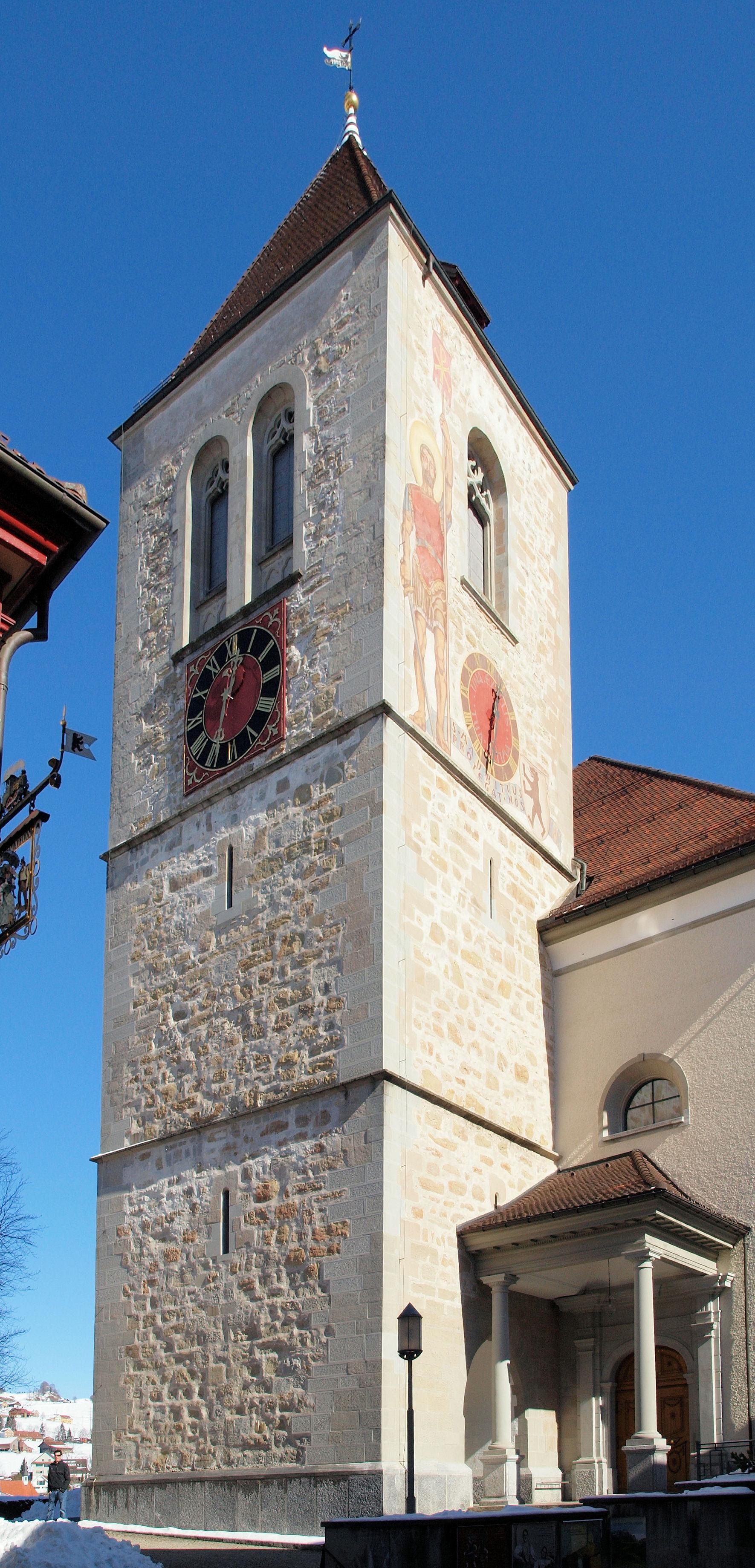
Südwestansicht des Kirchturms mit Mauritiusgemälde auf der Südseite

Der massive, von der spätgotischen Kirche übernommene Turm hat einen quadratischen Grundriss. Er gliedert sich in drei durch Gurtgesimse mit Wasserschlag abgeteilte Geschosse und ist mit einem Zeltdach bekrönt. Er wurde aus unverputzten, unregelmässigen Hausteinen gebaut. An einigen Steinen ist noch Brandrötung sichtbar, entstanden beim Dorfbrand vom 18. März 1560. Die gestockten Sandsteine des Erdgeschosses wurden bei der Renovierung 1923 erneuert. Das Erdgeschoss weist in der Querachse einen von breiten Spitzbogen gefassten, dann aber halbrund gewölbten Durchgang auf. In ihm befindet sich in der Ostnische das von Bildhauer Adolf Riss (1893–1949) entworfene, am 29. März 1925 eingeweihte Soldatendenkmal für die Opfer des Aktivdienstes im Ersten Weltkrieg. 25 Jahre später wurden dort auch diejenigen des Zweiten Weltkrieges aufgeführt (Einweihung am 2. Juli 1950). In der Westnische ist ein Renaissance-Kruzifix aus der zweiten Hälfte des 16. Jahrhunderts angebracht.
Über die ursprüngliche Funktion des Durchgangs, der nie zur Kirche hin geöffnet war, kann heute nur noch spekuliert werden. Mag sein, dass ein Zusammenhang mit der Befestigung des Friedhofs besteht oder er Teil des Prozessionsweges mit einer Figurengruppe gewesen ist.
Das zweite Geschoss des Turmes besitzt rundbogige Fensterschlitze mit gefasten Gewänden. Im Glockengeschoss öffnen sich ausser auf der Südseite rundbogige Schallöffnungen, die mit Doppelarkaden und recht groben Masswerken gebildet sind. Auf der Südseite dominiert die 1923 von Johannes Hugentobler in Freskotechnik gemalte monumentale Figur des Kirchen- und Landespatrons Mauritius in römischer Soldatentracht. Die Inschrift bei der Figur lautet übersetzt «Der heilige Mauritius möge uns beschützen», diejenige beim Ziffernblatt «Eine dieser (Stunden) wird deine letzte sein».

### Kirchenschiff
Das Kirchenschiff besitzt einen umlaufenden niedrigen Granitsockel. Auf beiden Längsseiten befinden sich sieben Rundbogenfenster, die je aufgeteilt sind zu zwei Dreiergruppen und einem kleineren Fenster über dem Seitenportal. Über den beiden Portalen der Westseite befinden sich statt der Rundbogen-Lünettenfenster. Alle vier Portale besitzen Vorzeichen mit toskanischen Säulen. Das Schiff ist mit einem Walmdach bedeckt, das mit etwas niedrigeren Satteldächern zum Turm hin und über dem Chor verlängert ist. Auf der Südseite besitzt das Dach drei Schleppgauben, auf der Nordseite fehlt die mittlere. Der Quergiebel in der Mitte der Nordseite ähnelt einer Tempelfront mit einer Doppeltüre. Diese Türe dient dem Aufzug in den Kirchenestrich.
Den Innenraum bildet ein Saal von 33 mal 19,5 Metern. Die sieben Joche sind nur an den Gewölbeansätzen und den Fenstern zu erkennen. Die Decke ist als gedrückte, mit Gips verputzte Tonnendecke ausgeführt. Die Fenster reichen bis in die Gewölbeansätze und sind mit Stichkappen versehen.

### Chor und Krypta
Der Chor mit der darunterliegenden Krypta stammt von der spätgotischen Kirche und wurde von Meister Heinrich geschaffen. Nach Johann Rudolf Rahn gehört er «unter den schweizerischen Bauten zu den schmuckvollsten aus spätgothischer Zeit». Das massive Mauerwerk der Krypta ist rund 3,5 Meter dick, bildet eine terrassenförmige Substruktion für den Chor, dessen Aussenmauer um 2,5 Meter nach innen zurückversetzt ist, und läuft in der Friedhofsmauer aus. In den Ecken des Dreiachtelchores befinden sich Aussenstrebepfeiler, die die Last der Chordecke ableiten. Auf Süd- und Nordseite befinden sich ebenfalls Strebepfeiler. Die dreilanzettigen Fenster sind in mehrfach gekehlte Laibungen eingefügt und mit reichem, aber etwas konventionellem Fischblasen-MaßwerkMasswerk versehen. In der Südwestecke des Chores zum Schiff befindet sich seit 1953 ein Treppenturm, der von der Krypta zum Chorumgang und zur Längsseite des Schiffes führt. Früher führte eine steile Treppe in geradem Lauf zur Terrasse empor. Aussen am Chor entlang, auf der Mauer der Krypta, besteht ein gedeckter Umgang, für den die Strebepfeiler des Chors jeweils einen Durchlass besitzen.
Der Chor ist im Innenraum 10,7 Meter tief und 9,5 Meter breit. Er ist durch einen Spitzbogen vom Schiff getrennt und seine Achse ist im Vergleich zur Achse des Schiffes um etwa 5° nach Norden abgewinkelt. Die Chordecke ist als Netzgewölbe ausgestaltet, das zwei Schlusssteine und einen Sprengring besitzt.
Die Krypta wird geprägt von vier spitzbogigen Kreuzgewölben und dem östlich abschliessenden Sterngewölbe, die von zwei mächtigen Achteck-Pfeilern getragen werden. Eigenartig und ohne sichtlichen Zusammenhang sind die urtümlichen Konsolen mit einfachen Prismen, Krabben, Zwiebelknäufen und Tiermasken. Vor dem von Johannes Hugentobler 1953 gestalteten Glasgemälde mit den Kryptenpatronen Eligius und Stephanus steht ein Blockaltar. Im Rahmen von Untersuchungen der Farbschichten wurden 2018 an den Wänden Apostelkreuze aus der Bauzeit festgestellt. Ebenso wurde sichtbar, dass die Felder der Rippendecke Begleitlinien und Bollen in den Ecken aufweisen. Die originale Fassung wurde freigelegt und restauriert.

### Sakristei
Die zweistöckige Sakristei ist an die Nordwand des Chores angebaut. Sie steht einen Meter über die nördliche Mauerflucht der Nordwand des Schiffes hinaus. Ihre abgeschrägte Nordostecke leitet zum Polygon des Chorabschlusses über. In den Sandsteinwänden befinden sich schmale Rundbogenfenster. Sie hat ein östlich abgewalmtes Pultdach. Im Obergeschoss war einst das Landesarchiv von Appenzell Innerrhoden untergebracht.

## Innenraumgestaltung und Kunstwerke
Die barocken Seitenaltäre wurden 1870 bei der Innenrenovation unter der Leitung von Isidor Ludwig Suter (1830–1880), Architekt in Luzern, entfernt. Die neuen Seitenaltäre wurden in Stilformen dem Hochaltar angepasst. Für diesen malten Joseph Balmer (1828–1918) ein neues Hauptblatt mit der Darstellung des heiligen Mauritius und Friedrich Stirnimann (1841–1901) ein neues Oberblatt mit der Darstellung von der Krönung Mariens zur Königin des Himmels und der Erde. Die beiden Bilder ersetzten die von Meister Dietrich Meuss aus Feldkirch geschaffenen Darstellungen. Von Balmer stammen auch die Bilder, die als Hauptblätter und Oberstücke in die neugeschaffenen Seitenaltäre eingefügt wurden. Die beiden südlichen Chorfenster erhielten eine neue Verglasung mit geometrischen Mustern aus der Werkstatt des Glasmalers Johann Jakob Röttinger. Sie waren eine Stiftung von Pfarrer Johann Anton Knill (1804–1878) und eines Bruders von ihm. Die Renovation fand aber wenig Anklang bei den Zeitgenossen und wurde von deren Nachfahren heftig kritisiert; dieser Umstand erklärt denn auch eine Renovation nach nur 20 Jahren.
Die erneute Innenrenovation wurde zwischen 1890 und 1892 vorgenommen. Sie wurde 1889 als Projekt von August Hardegger aus St. Gallen ausgearbeitet, der teilweise von Pater Albert Kuhn OSB aus Einsiedeln und Anton Denier (1847–1922), Pfarrer in Attinghausen, beraten wurde. Die Kirche wurde dabei im Stil des Neorokoko umgestaltet. Dies betraf vor allem die Decke und die Malereien. Die Stuckaturen über dem Chorbogen und den Altären sowie an der Decke wurden von der in St. Gallen ansässigen Firma Greppi angefertigt. Die Marmorierungen der Pilaster sowie die Dekorationen an Decken und Wänden nahm Joseph Traub (1860–1934) aus Rorschach vor. Die Fresken im Chor aus dem 17. Jahrhundert wurden mit gotischer Teppichmalerei übermalt und 1952/1953 wieder freigelegt. Traub werden auch die neu gemalten Beutefahnen aus den Appenzellerkriegen zugeschrieben, wobei sie aber auch von Franz Vettiger (1846–1917) aus Uznach erstellt worden sein könnten. Die drei Deckengemälde stellte aber Vettiger her, ebenso die 14 Medaillons der heiligen Nothelfer in Halbfigur an den Gewölbeansätzen.
Die Kanzel ist am dritten Pilaster der Südwand angebracht und mit Galerie und Treppe erschlossen. Die Treppe beginnt neben dem Taufbecken, das auf dem Schiffsboden vor den südlichen Seitenaltären steht. In die Seitenwände sind sechs Beichtstühle leicht eingelassen, vom Chorraum aus gesehen an der Nord- und Südwand jeweils unter den ersten drei Seitenwandfenster.
Das Fundament der Seitenaltäre ist nach dem Schiffsboden um vier Stufen erhöht. 1971 wurde die letzte Stufe in der Mitte zum Schiffsraum hin erweitert und bildet so die Fläche für den freistehenden Altar für die Liturgiefeier. Vorher befand sich der Liturgiealtar auf der zweiten Stufe, während die Seitenaltäre auf einem zweistufigen Fundament standen. Eine weitere Stufe unter dem Chorbogen führt in den Chorraum. Das Chorgitter, das sich seit 1891 im Chorbogen befand, wurde 1970 entfernt. Zwischen den beiden südlichen Seitenaltären unter dem Chor befindet sich eine schmiedeeiserne Türe in die Krypta.
Die von 1969 bis 1971 etappenweise durchgeführte Restaurierung war von einer archäologischen Ausgrabung an der Nahtstelle zwischen Schiff und Chor begleitet. Dabei wurden der Choraufgang und der liturgische Bezirk neu gestaltet. Verantwortlicher Architekt war Oskar Pekarek vom Büro Felix Schmid in Rapperswil, dem als Berater der eidgenössische Denkmalpfleger Albert Knoepfli zur Seite stand. Als Restaurator arbeitete Franz Lorenzi aus Kaltbrunn.

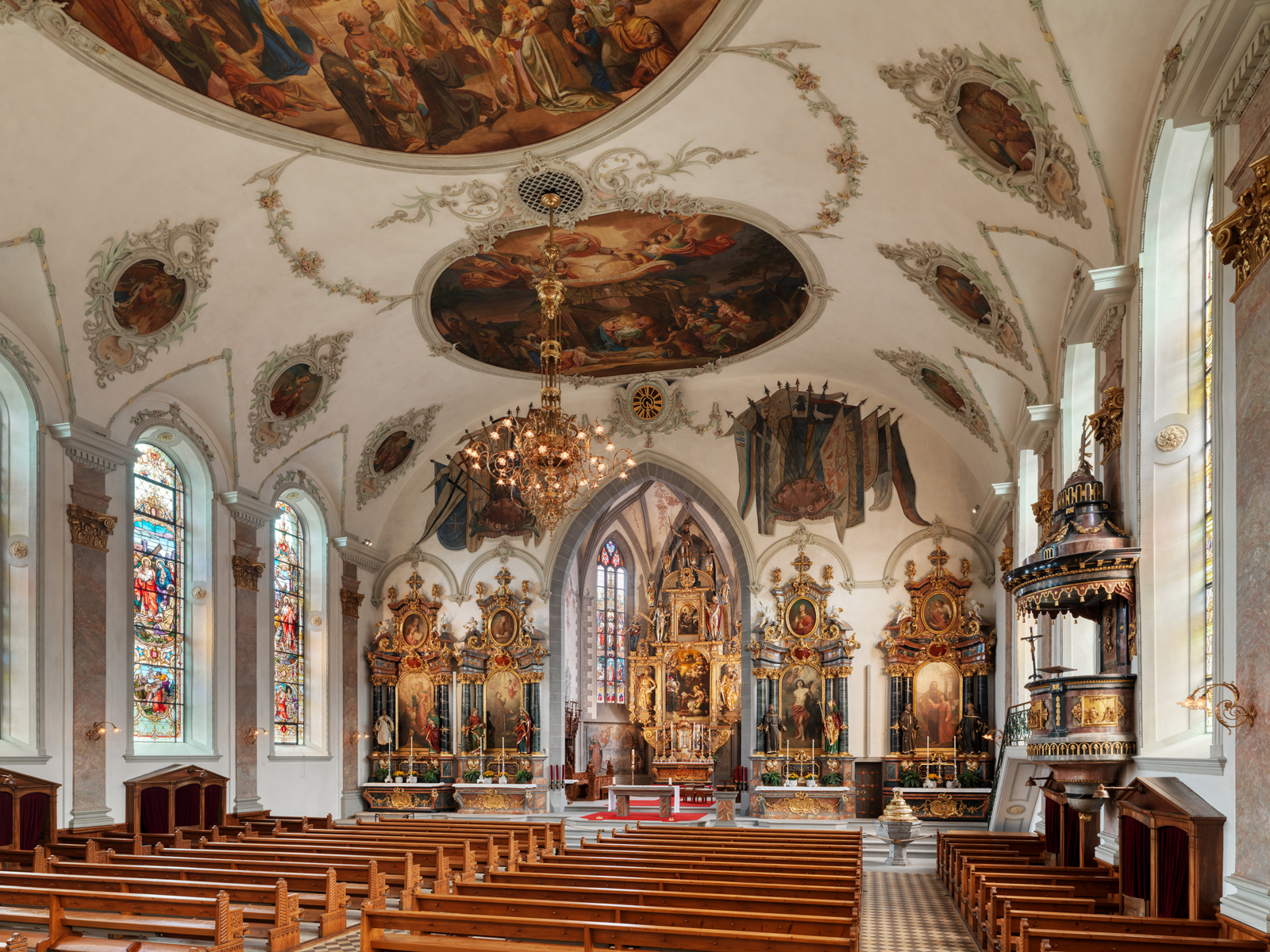
Blick nach Osten auf die Altäre, 2020
Innenraum 1870–1890 mit Altären und des Chorkreuz
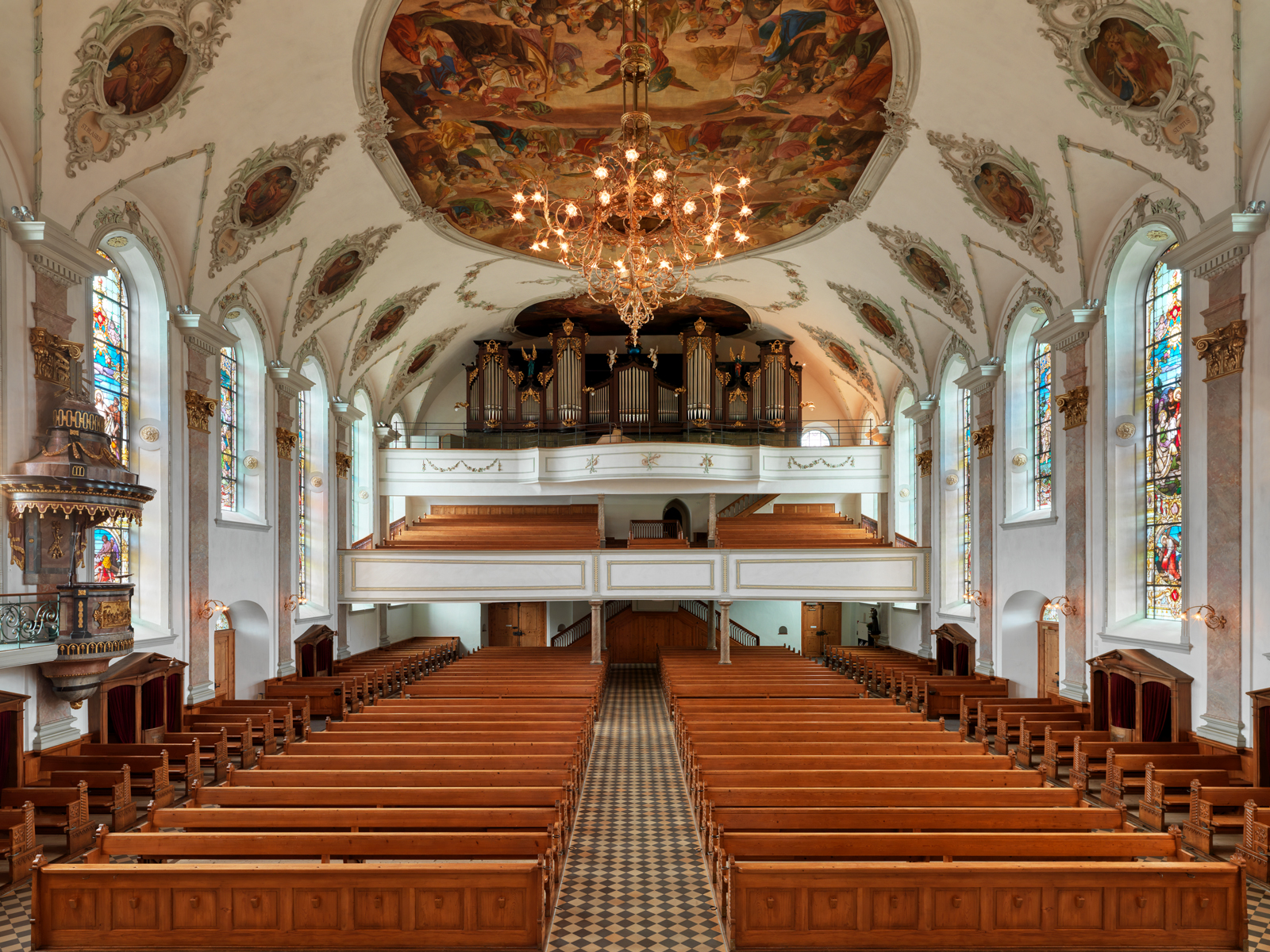
Blick nach Westen auf die Emporen, 2020

### Hochaltar

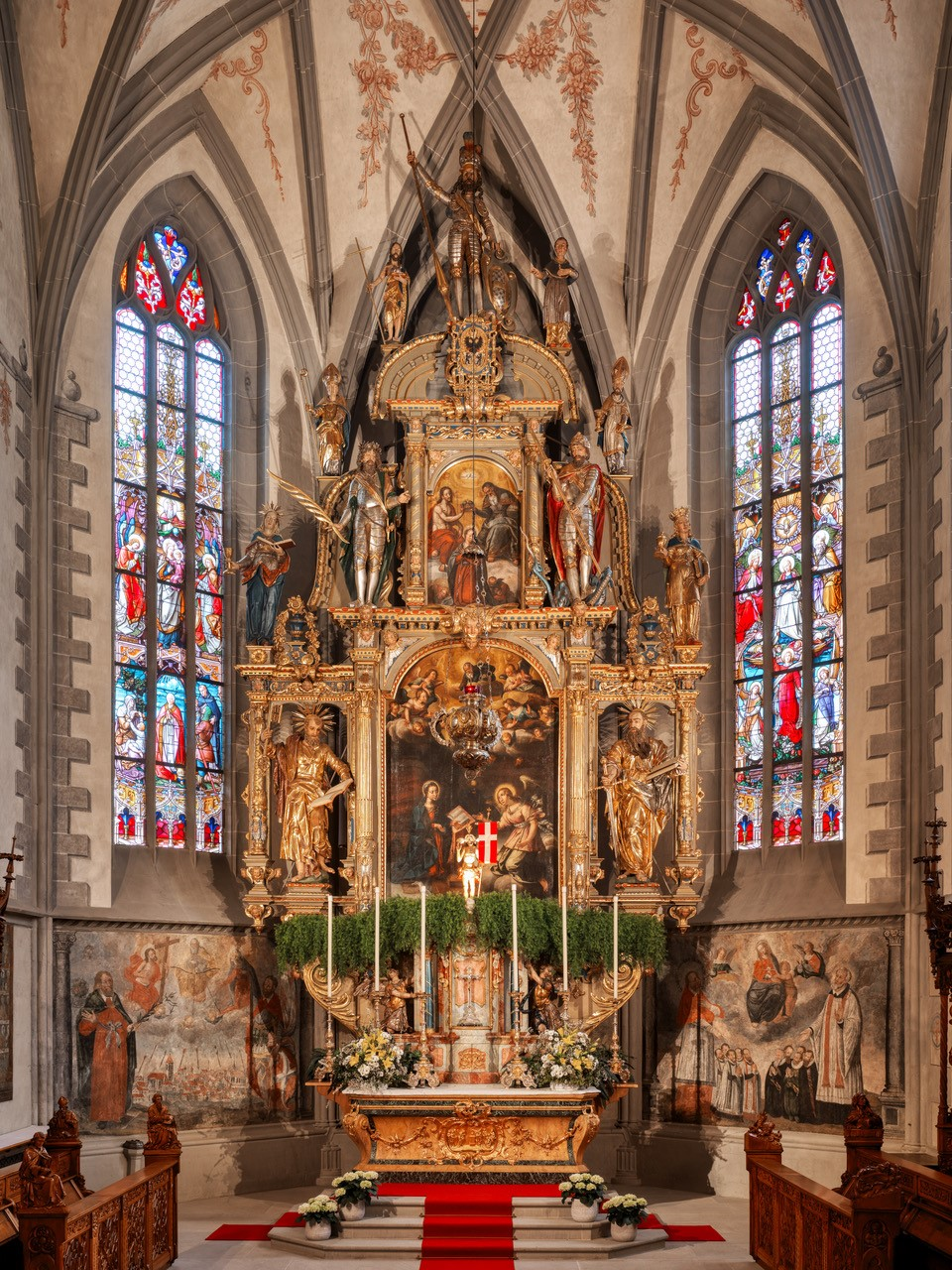
Hochaltar, 2020

Der 1622 entstandene Hochaltar ist ein Werk von Bartholomäus Cades († 1637). Den Auftrag dazu erhalten hatte der in Baden eingebürgerte Bildhauer aus dem württembergischen Mengen von Abraham Fässler (1585–1650), der von 1617 bis zu seinem Ableben Pfarrer in Appenzell war. Der Auftrag umfasste den Bau eines neuen Hochaltars mit Tabernakel. Als Summe werden 1000 Gulden und ein Trinkgeld erwähnt. Hingegen zum Fassen des Altars wurde der einheimische Maler Moritz Girtanner (1575–1629) beauftragt. Dafür wurde Gold im Wert von 714 Gulden verwendet. Meister Dietrich Meuss aus Feldkirch malte die beiden Altarbilder, wofür er 222 Gulden erhielt. Im Zentrum des Hauptblattes steht das Bild Mariä Verkündigung. Das Oberblatt zeigt Mariä Krönung. Die beiden Bilder wurden anlässlich der Innenrenovation von 1870 ersetzt, kehrten aber 1970 (Hauptblatt) und 2020 (Oberblatt) wieder an ihren ursprünglichen Ort am Hochaltar zurück. Von 1870 bis 2020 hing im Hochaltar als Oberblatt eine Stiftung des Kirchenpflegers Jakob Wyser (1588–1654) und seiner Gattin Anna Büchler (1587–1648), in dem von demselben Maler die Erscheinung von Maria mit dem Kind vor dem heiligen Franziskus auf La Verna geschildert wird. Für den Heiligen hat der im Prättigauer Aufstand am 24. April 1622 erschlagene Kapuziner Fidelis von Sigmaringen, Guardian in Feldkirch, Modell gestanden. Das Stifterbild wurde, obwohl zu klein für die gegebene Öffnung, für das ursprüngliche Oberblatt gehalten.
Angelo Greppi (1850–1897) versah den Hochaltar 1890 mit einem neuen Unterbau (Stipes) im neubarocken Stil, der mit dem Relief «Melchisedechs Opfer» von Eduard Müller und dem Louis-Seize-Tabernakel von Franz Anton Dirr (1724–1801), entstanden 1796, versehen wurde. Diese ordnen sich harmonisch in das Ensemble des manieristischen Retabels von Bartholomäus Cades und Dietrich Meuss ein. Der Tabernakel verdeckt dabei das glatte Sockelgeschoss. Dieses besitzt beidseitig einwärtsrollende Voluten und endet oben in der Altarplatte. Der Altar ist in dreiachsiger Aedikulaarchitektur ausgeführt. Die mit Rollwerkhülsen versehenen korinthischen Säulen bilden die seitliche Begrenzung des Hauptgemäldes. Der obere Abschluss ist ein eingezogener Rundbogen mit Engelsköpfen in den Zwickeln. Darüber befindet sich das verkleinerte, ähnlich aufgebaute Oberstück mit dem Oberbild. Seitlich des Hauptbildes stehen in seitlichen Durchlässen mit Baldachinen Statuen und aussen auf den Baldachinen weibliche Figuren. Das Oberbild ist ebenfalls von je einer seitlichen Figur umgeben. Der Aufsatz ist von Schweifbögen gerahmt und von einem gestelzten Segmentbogen abgeschlossen. Die beiden seitlichen Figuren des Oberbildes und die Mittelfigur zuoberst auf dem Altar sind drei Ritterheilige, denen im 19. Jahrhundert ein Teil ihrer Rüstung entfernt wurde. Es handelt sich um den heiligen Achatius mit Dornenkrone und Märtyrerpalme (nördliche Figur), den heiligen Georg mit dem Drachen (südliche Figur) und den heiligen Mauritius mit turbanartigem Helm, Ritterlanze und Tartsche (in der Mitte). An der Statue des heiligen Mauritius befindet sich auf der Rückseite die Inschrift «1622 M.Moritz Girtȱner/Maler/M.Barttolome/kadus bild hower». Vier kleine Figuren bilden den Umriss des Obergeschosses. Sie stellen den heiligen Konrad von Konstanz mit Kelch und Spinne, einen heiligen Bischof ohne Attribute, der nach den Altarpatrozinien wohl als heiliger Theodul zu deuten ist, den heiligen Johannes den Täufer und den heiligen Karl Borromäus in schwarzer Chortracht dar. Die beiden weiblichen Statuen symbolisieren den Alten und Neuen Bund, rechts die Synagoge in hohepriesterlichem Kleid, mit geschlossenem Buch und bedecktem Kelch, links die Kirche mit Strahlenkranz, offenem Buch und offenem Kelch. Die beiden Statuen zu Seiten des Hauptbildes sind die Apostel Petrus und Paulus (Paulus mit Schwert rechts, Petrus mit Schlüssel links). Diese sollen als Missionare und Märtyrer des Christentums zusammen mit der Wappenpyramide in der Bekrönung die Treue des katholischen Standes Appenzell Innerrhoden zur römisch-katholischen Kirche verdeutlichen.

### Seitenaltäre

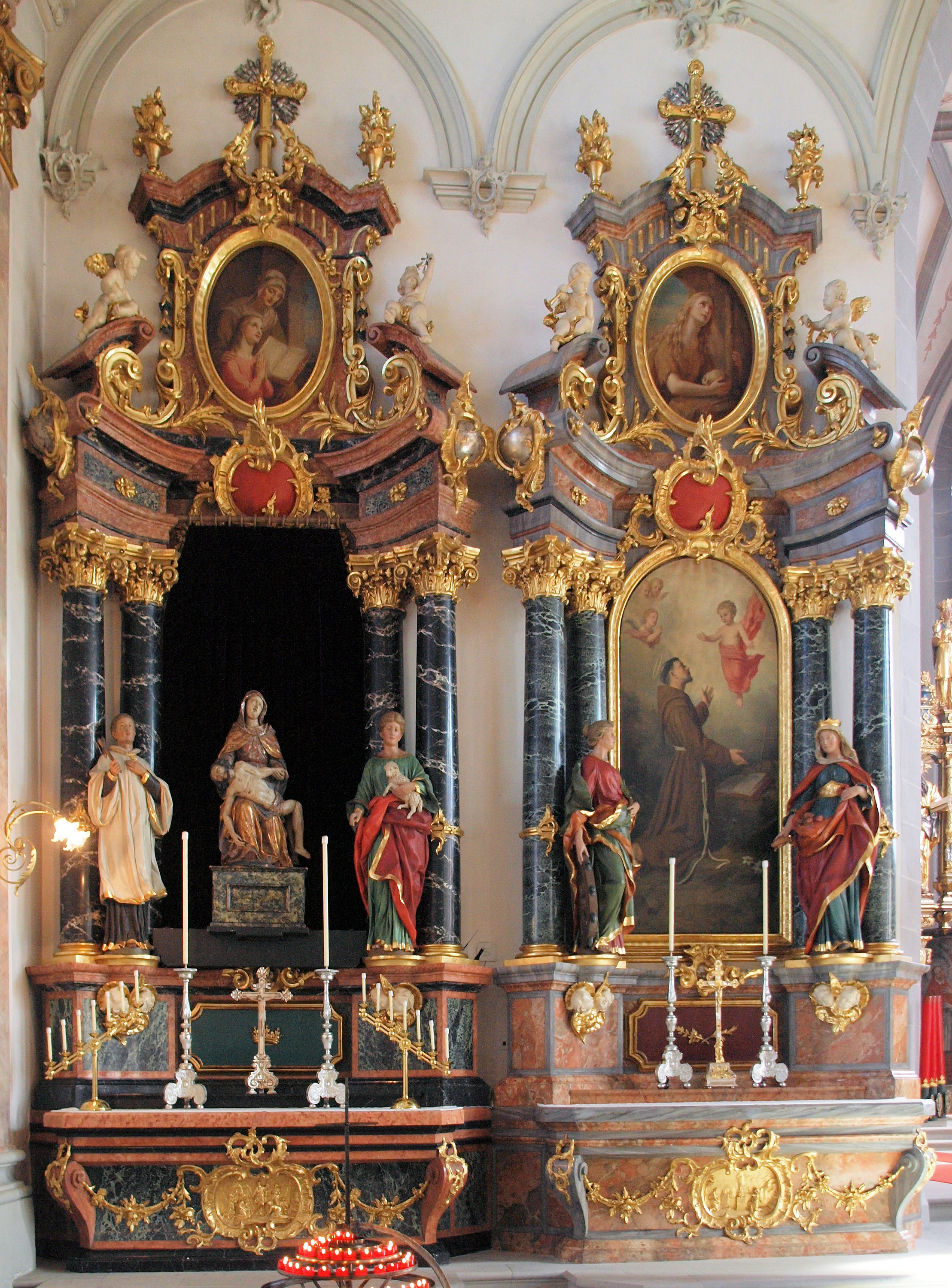
Nördliche Seitenaltäre

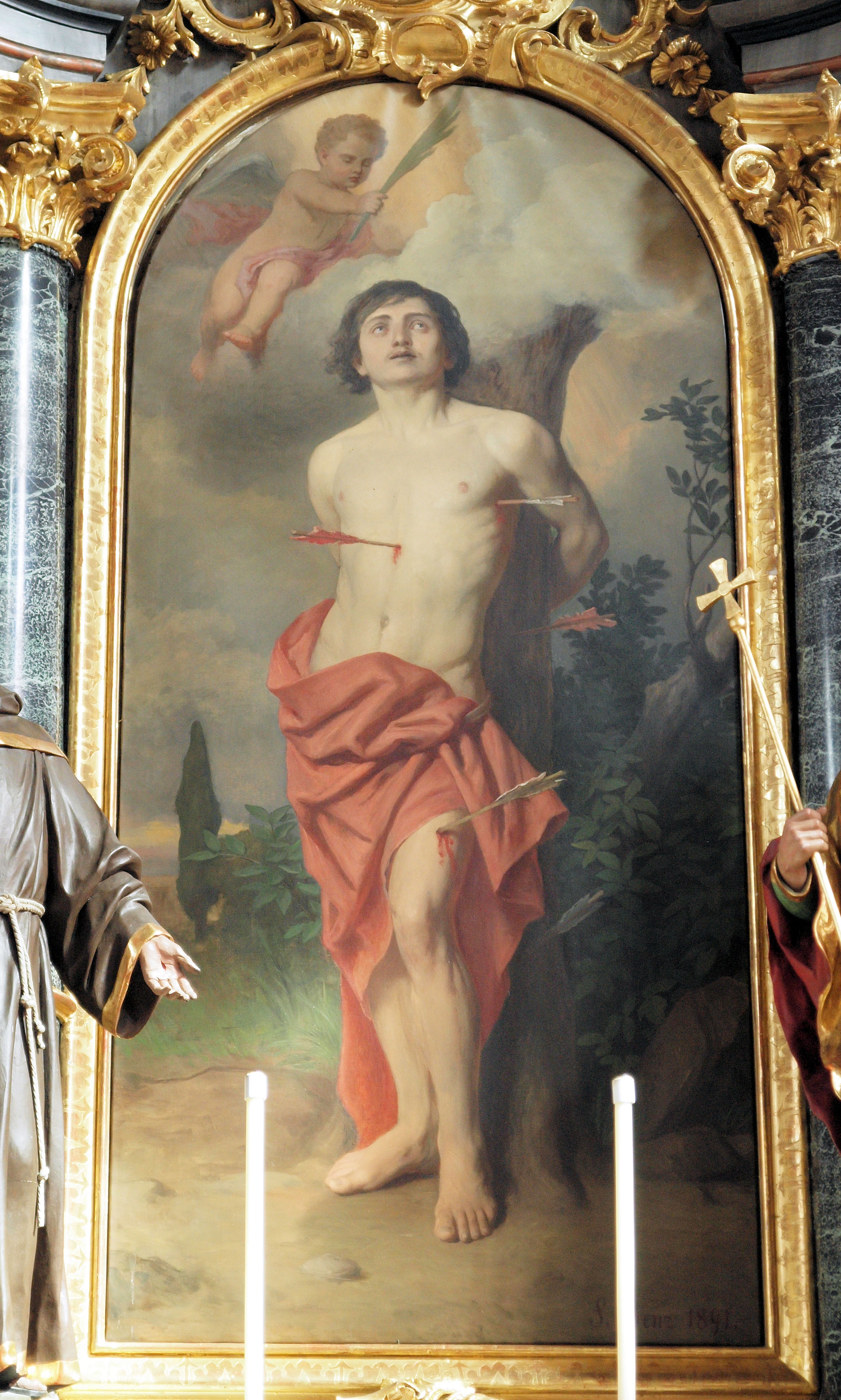
Sebastiansbild

Angelo Greppi und der Bildhauer Eduard Müller bauten 1890–1892 die vier neubarocken Seitenaltäre nach einem einheitlichen Schema auf. Die Stipites sind sarkophagförmig ausgeführt. Die Reliquienkästchen und die darüber befindlichen Hauptbilder werden jeweils beidseitig von schräggestellten Säulenpaaren mit zwei Heiligenstatuen umrahmt. Die verkröpften Simse darüber sind konkav ausgeführt, und auf den Segmentbögen sitzen Putten. Darüber befinden sich ovale Auszüge, die mit Voluten und Vasen bekrönt sind. Die Hauptbilder der inneren Seitenaltäre stammen von Severin Benz und zeigen die heiligen Antonius von Padua (Nordseite) und Sebastian. Die Hauptbilder der äusseren Seitenaltäre, die Rosenkranzmadonna mit dem heiligen Dominikus und der heilige Joseph mit Jesusknabe, wurden von Franz Vettiger angefertigt, ebenso die vier Oberbilder (Unterweisung Mariä durch die heilige Anna, die heiligen Maria Magdalena und Johannes Evangelist, Schutzengel mit Kind).

### Tabernakel
Franz Anton Dirrs Tabernakel von 1796 wurde 1970 im Kirchenschopf entdeckt. Es war aufgrund eines Risses des einheimischen Bildhauers Joseph Ulrich Hörler (1737–1810) angefertigt worden und besass ein Pendant im Frauenkloster, das verloren gegangen ist.

### Chorgestühl

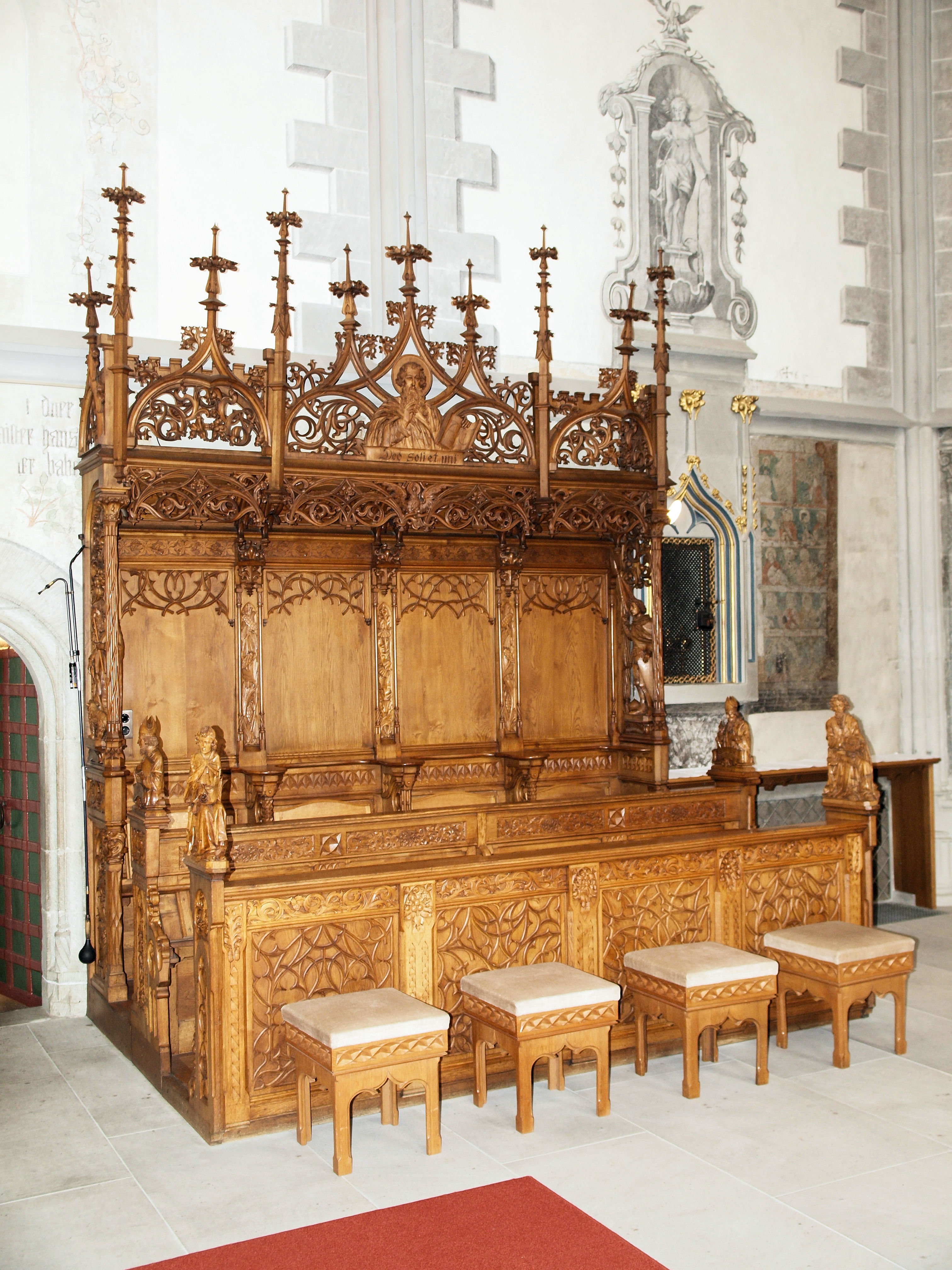
Linkes Chorgestühl, Tabernakel und Gemälde von 1580

Der Wiler Carl Glauner (1865–1916) schnitzte 1907 im neugotischen Stil das vierteilige Chorgestühl aus Eichenholz. Wegen der Sakristeitüre an der Nordwand musste das Gestühl im Sitzteiler eins zu vier getrennt werden. Der Harmonie wegen wurde auch das Südgestühl getrennt. Die beiden viersitzigen Teile sind zweireihig ausgeführt. Das Chorgestühl hat somit insgesamt 18 Sedilien, ist mit reichhaltigem Masswerk an der Pultfront ausgebildet und besitzt hinten einen übergreifenden Baldachin von Fialen und Tabernakelnadeln. Zwischen den seitlichen, den Baldachin tragenden Säulen, sind Figuren eingesetzt. Auch auf den Rücken der Seitenabschlüsse befinden sich figürliche Darstellungen. Zahlreich geschnitzte Figuren stellen wichtige Heilige, aber auch biblische Gestalten aus dem Alten und Neuem Testament dar.

### Gemälde im Chor

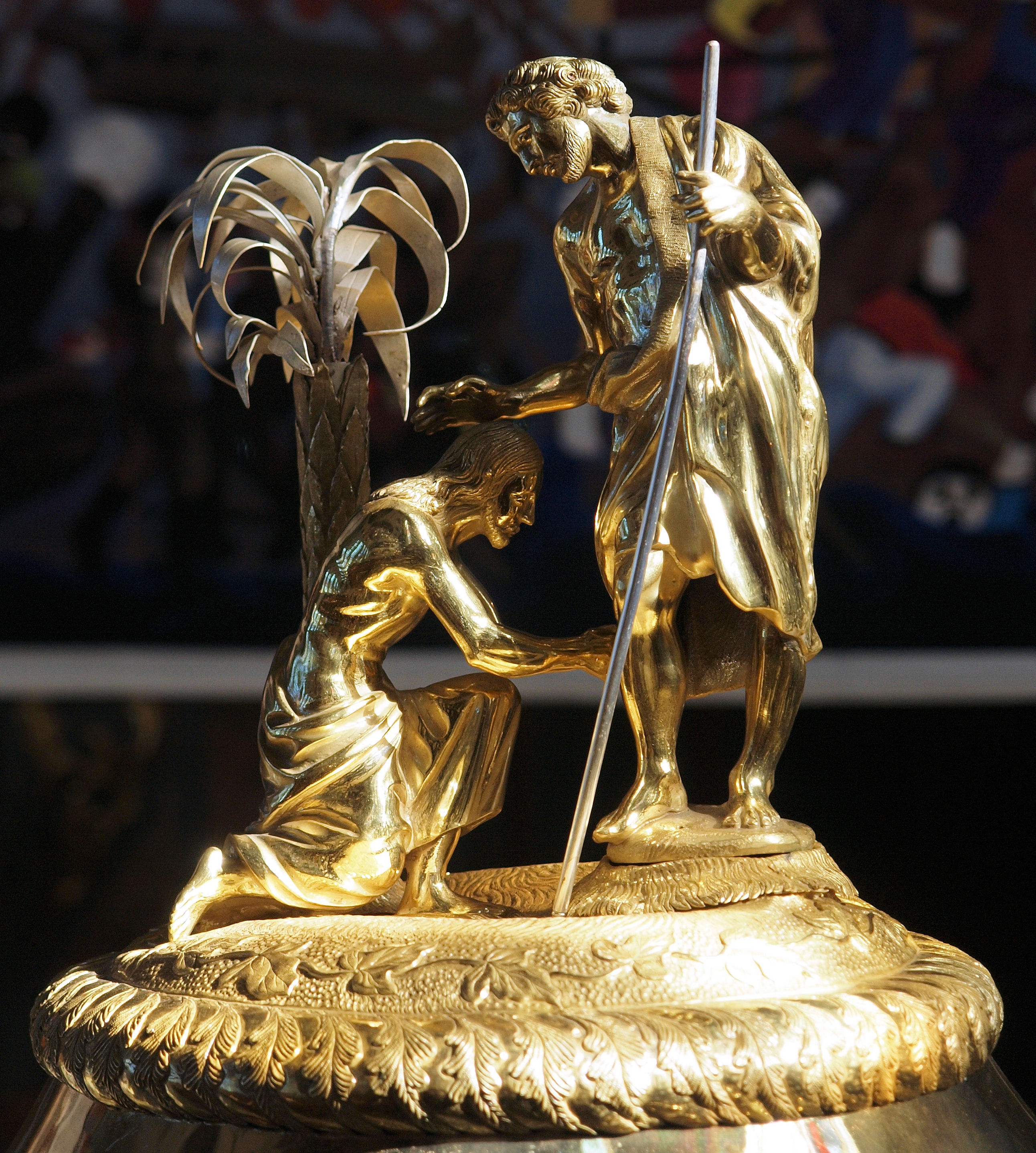
Taufgruppe auf dem Runddeckel des Taufsteins

Die beiden Freskogemälde im Chor wurden 1625 von dem 1629 an der Pest gestorbenen Moritz Girtanner gemalt. Sie befinden sich links und rechts des Chors auf den Abseiten des Chorpolygons. Die Bilder wurden 1738 von Carl Anton Eugster (* 1713) aus Oberegg und seinem nur archivalisch fassbaren Bruder Johann Sebastian (* 1719) renoviert. Sie wurden 1892 von Joseph Traub mit einem gotischen Teppichmuster übermalt und 1952/1953 durch Karl Haaga (1886–1965) wieder freigelegt. Das rechtsseitige Bild, auch Kongregationsbild genannt, zeigt in der Mitte oben die Gottesmutter mit Kind, die von den beiden heiligen Karl Borromäus und Philipp Neri um Fürbitte gebeten werden. Zu ihren Füssen befindet sich je eine fünfköpfige Gruppe von betenden Geistlichen in Soutanen, Chorröcken und Stolen und Weltlichen in spanischer Tracht. Ganz unten in der Mitte des Bildes erkennt man auch das Allianzwappen des Stifters Jakob Kölbener (1571–1639), der von 1625 bis zu seinem Ableben als Kirchenpfleger amtete, und seiner zweiten Ehefrau Anna von Heimen (1577–1643), der Tochter eines Landammanns. Das linksseitige Bild, auch Pestbild genannt, zeigt das Dorf Appenzell, das von Gottvater mit Pfeilen beschossen wird. Drei liegen noch auf dem Bogen, während mehrere schon die Sehne verlassen haben und auf dem Weg sind, das Dorf zu treffen. Zur rechten Seite Gottvaters erhebt sich fürbittend der verherrlichte Christus mit Kreuz, zur linken Seite die Muttergottes mit beschwichtigender Handgebärde. Am linken Bildrand, für den Beschauer auf dem Boden stehend, erhebt sich die patriarchalische Gestalt des heiligen Joseph, der fürbittend die rechte Hand erhebt, während sich in seiner linken Hand eine Lilie befindet. Am rechten Bildrand ist der heilige Mauritius in zeitgemässer Kriegstracht mit Schild und Fahne abgebildet.
Landschreiber Conrad Wyser († 1594) stiftete um 1580 ein Gemälde, das 1970 wieder entdeckt wurde und die Signatur «IG» (Jakob Girtanner [um 1527–1600]) besitzt. Es befand sich ursprünglich hinter dem linken Chorgestühl, wurde abgelöst und auf die sichtbare Seite des Wandtabernakels versetzt. Sie zeigt den knienden Stifter, darüber Halbfiguren der zwölf Apostel mit Credo-Sätzen, zuoberst Mariä Verkündigung und Christi Himmelfahrt.
Die Seitenwände und die Decke sind mit Dekorationsmalereien verziert, die 1784–86 von Johann Georg Mahler angebracht wurden. Sie sind als Louis-seize-Malerei ausgeführt und verwandeln den Chor in einen Gartenpavillon.

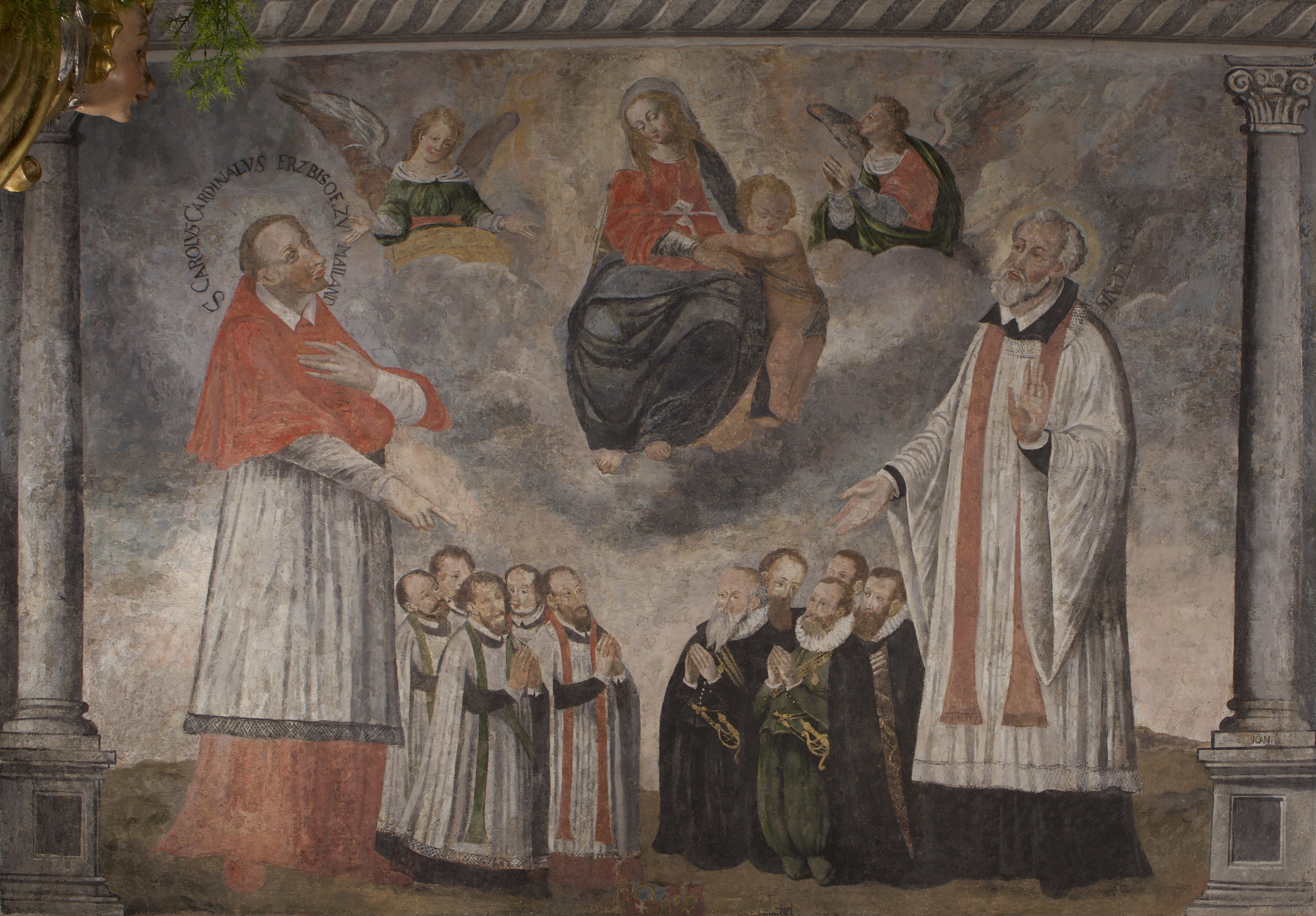
Kongregationsbild, 2020
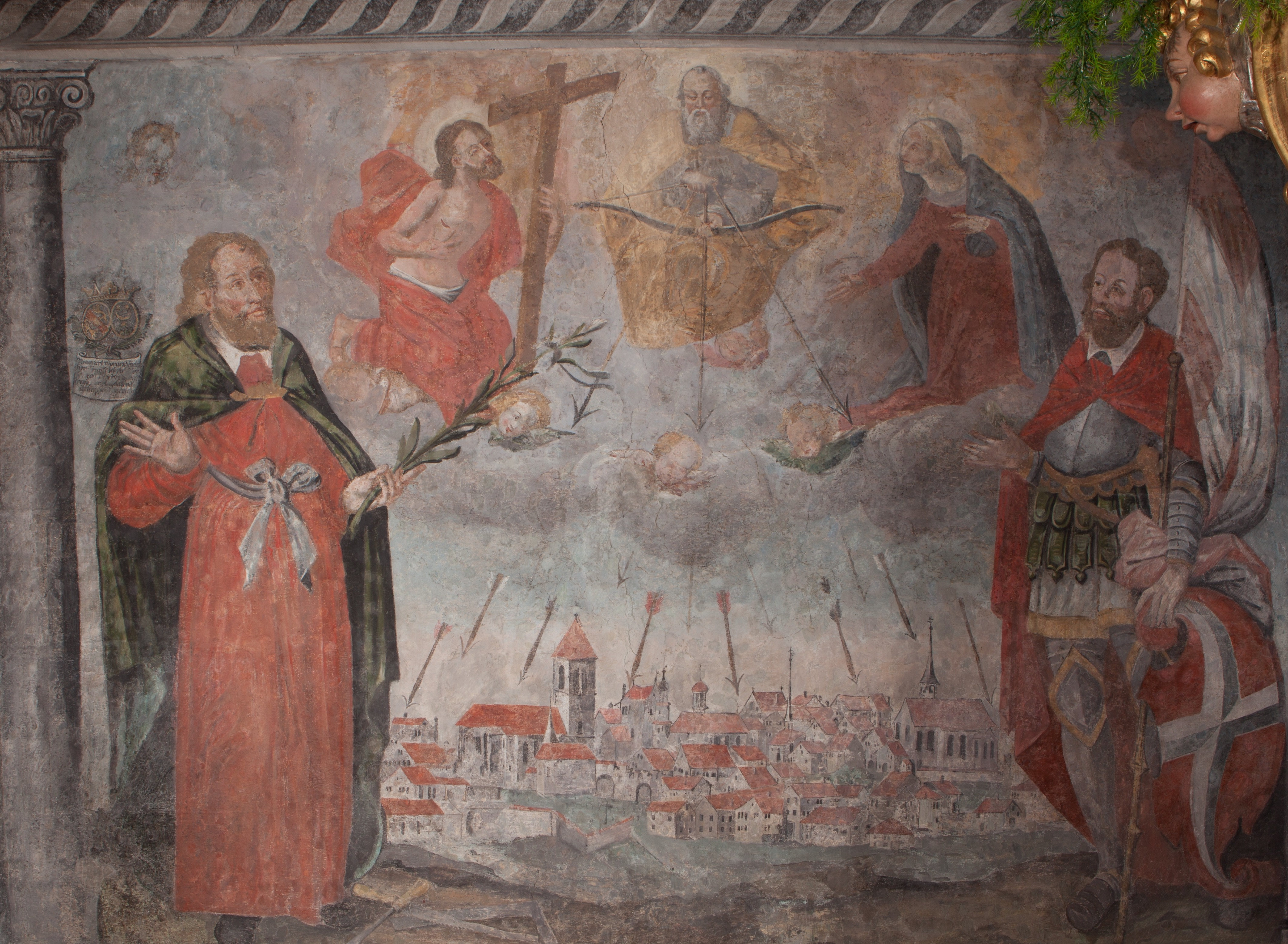
Pestbild, 2020
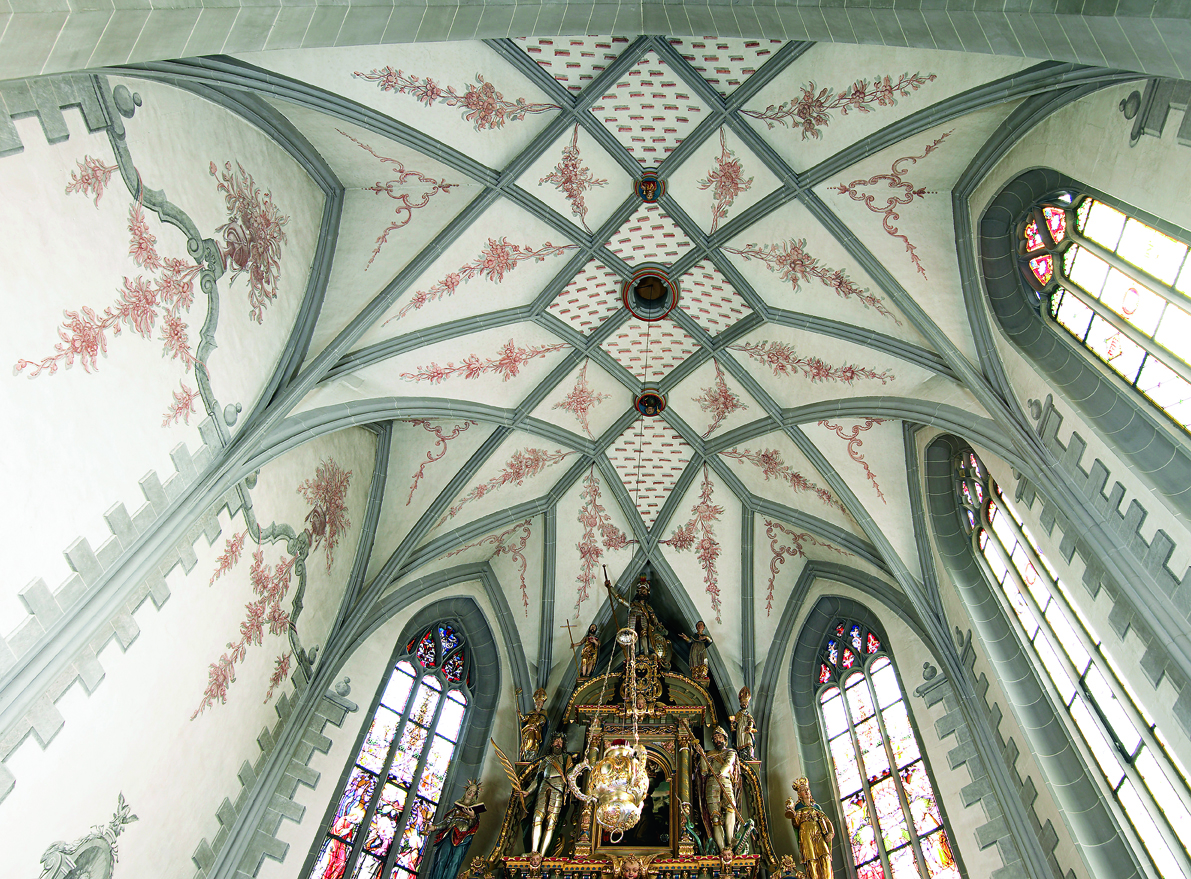
Chordecke, 2020

### Taufstein
Der Taufstein stammt aus der ersten Hälfte des 17. Jahrhunderts und wurde im Laufe der Baugeschichte mehrmals versetzt. Er befand sich im frühen 19. Jahrhundert an der Chortreppe und zwischen 1870 und 1970 neben der Brüstung der Emporentreppe. Seitdem steht er, den Liturgievorschriften entsprechend, in der Nähe des Altars und zwar vor den südlichen Seitenaltären zwischen Hauptaltar und Kanzel.
Der sechseckige Taufstein aus teilweise geschliffenem Alpenkalk erhielt im ersten Viertel des 19. Jahrhunderts einen Runddeckel. Der teilweise vergoldete Deckel aus Kupfer gilt als vorzügliches klassizistisches Werk. Er ist dreimal eingeschnürt mit Rippen-, Lorbeer-, Eichenlaub- und Weinlaubfriesen. Zuoberst befindet sich eine Gruppe der Taufe Christi unter einer Palme.

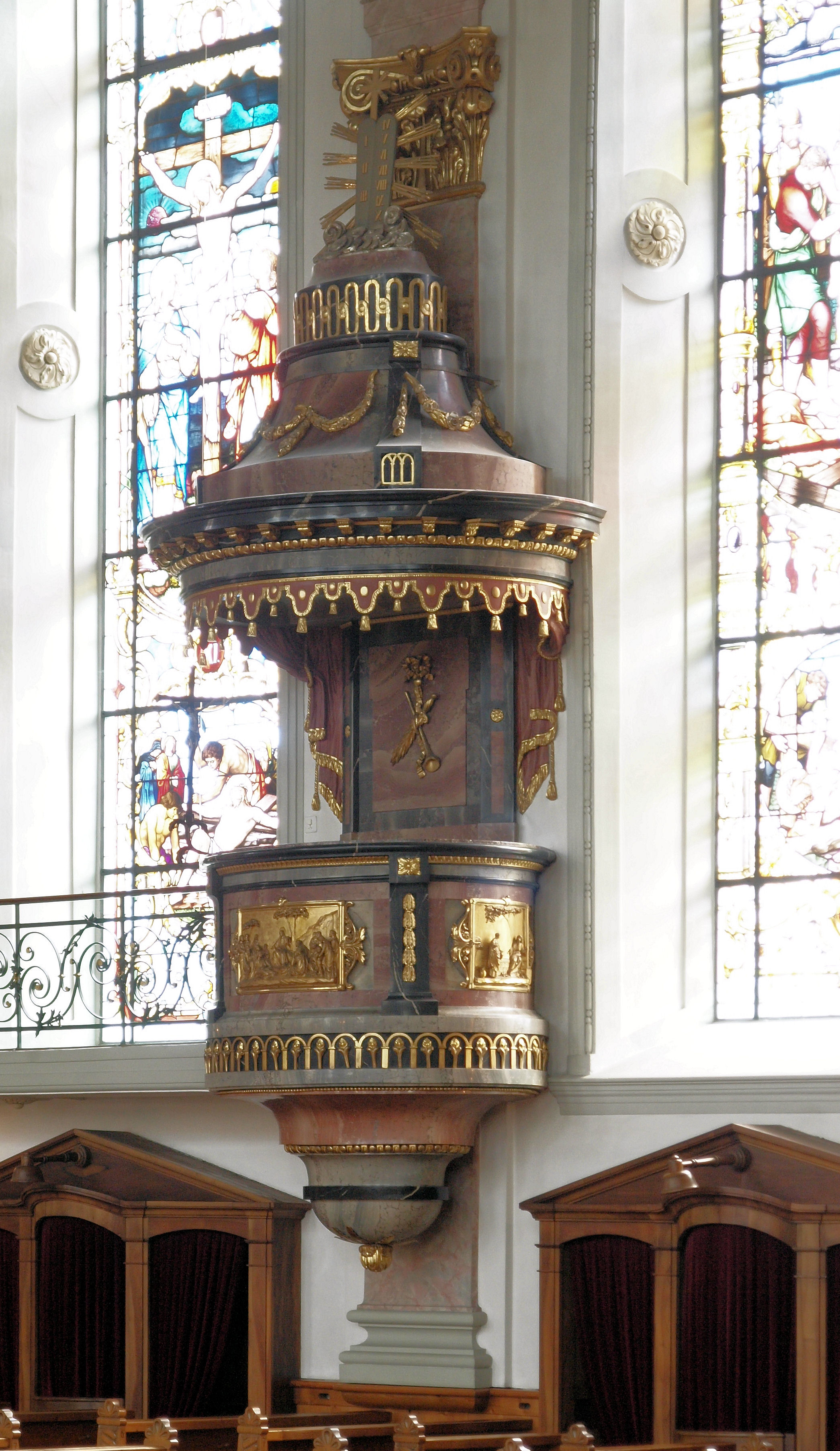
Kanzel

### Kanzel
Die Kanzel am dritten Pilaster der Südseite des Kirchenschiffes hat eine ovale Grundform und ist in lastender horizontaler Gliederung von Korb und Schalldeckel gestaltet. Sie ist ein Werk der Brüder Moosbrugger und entstand während des Neubaus des Schiffes. Die beiden im Korb eingesetzten vergoldeten Holzreliefs Bergpredigt und Jesus am Jakobsbrunnen sind 1891 entstandene Werke von Eduard Müller.

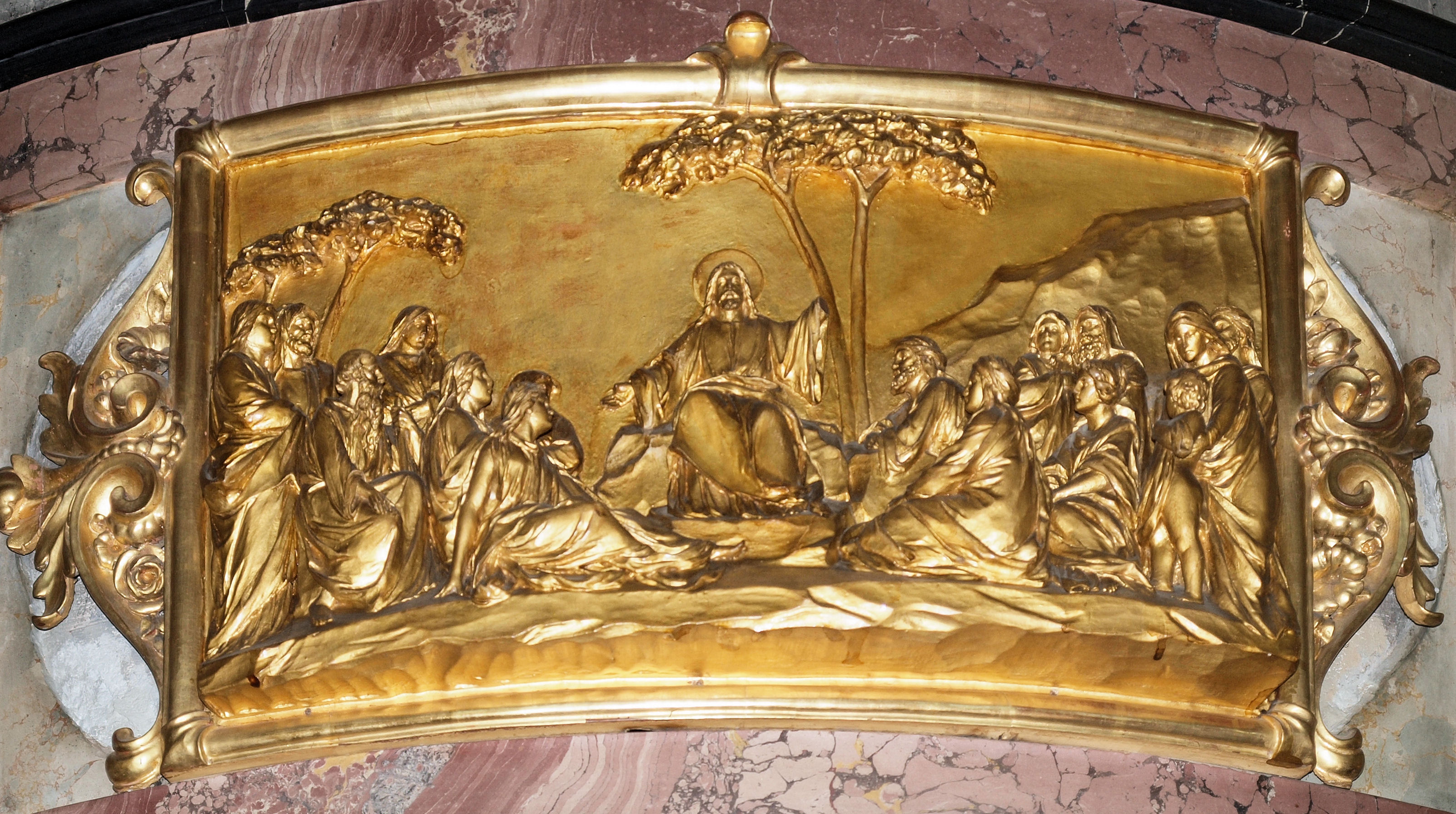
Die Bergpredigt
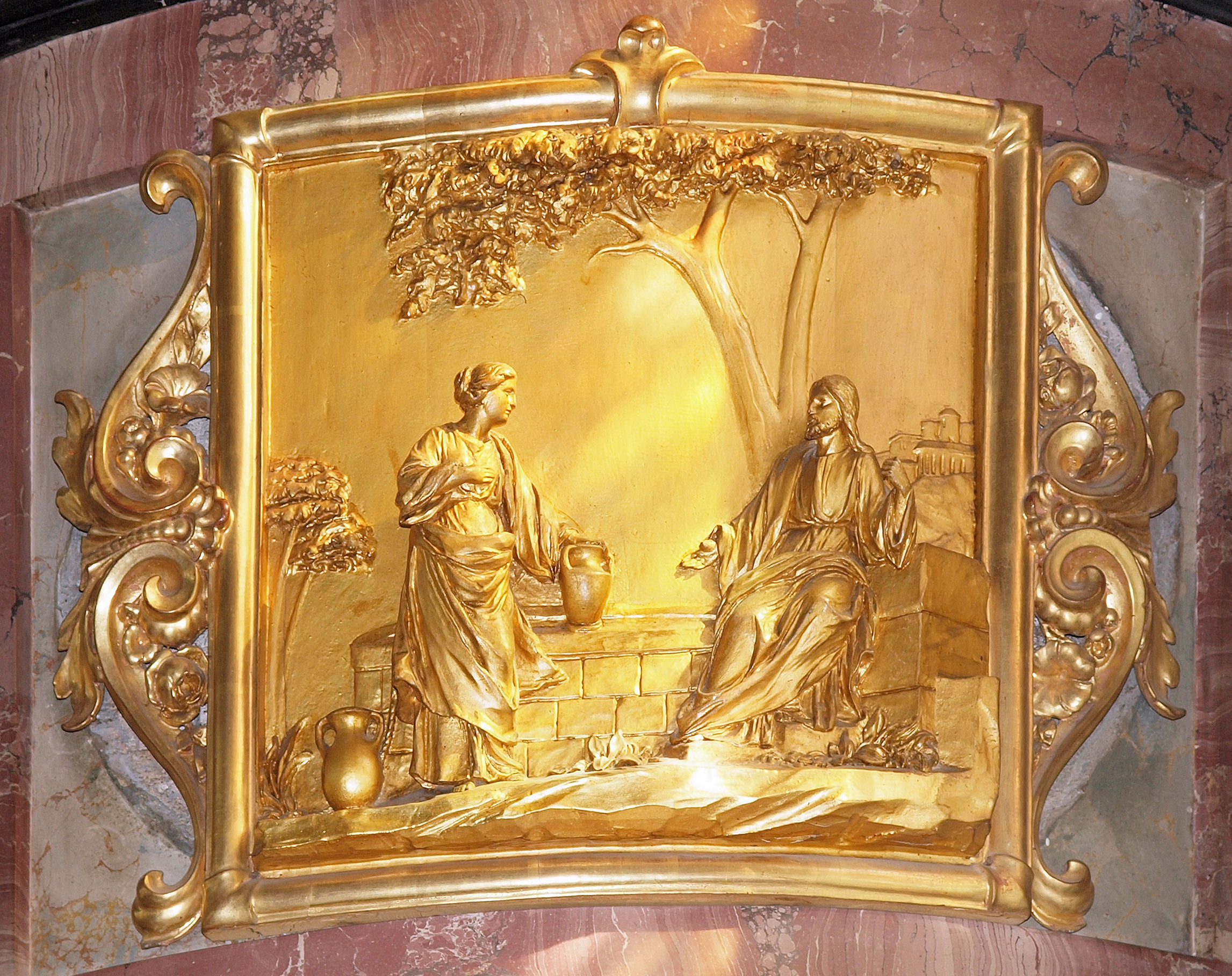
Jesus am Jakobsbrunnen

### Glasfenster
Im Chor sind nur die beiden Fenster neben dem Choraltar bemalt. Sie wurden 1896 von der Tiroler Glasmalereianstalt (Direktor: Albert Jele) bezogen. Gestiftet wurden sie von Marie Fässler (1825–1905), Kreuzhof. Sie zeigen die Krönung Mariä (südlich neben dem Altar) und Maria als Königin des Rosenkranzes (nördlich des Altars). Das direkt nach Süden zeigende Chorfenster ist ohne figürliche Glasmalerei. Die beiden Südfenster mit geometrischer Dekoration sind anlässlich der Renovation von 1870 gestiftet und in der Werkstatt des Glasmalers Johann Jakob Röttiger hergestellt worden.
Die acht grossen Fenster des Kirchenschiffs, die ebenfalls von Marie Fässler gestiftet wurden, enthalten figürliche Darstellungen der 14 Leidensstationen Jesu. Die beiden kleinen Fenster über den Seitentüren zeigen die Taufe Christi (an der Nordwand) und Christus am Ölberg (an der Südwand). Mit der Ausführung all dieser Fenster wurde 1890 die Mayer’sche Hofkunstanstalt in München beauftragt. Die vier hinteren Fenster, teilweise verdeckt durch die Empore, wurden der Firma Berbig in Zürich übertragen.

### Gemälde im Schiff

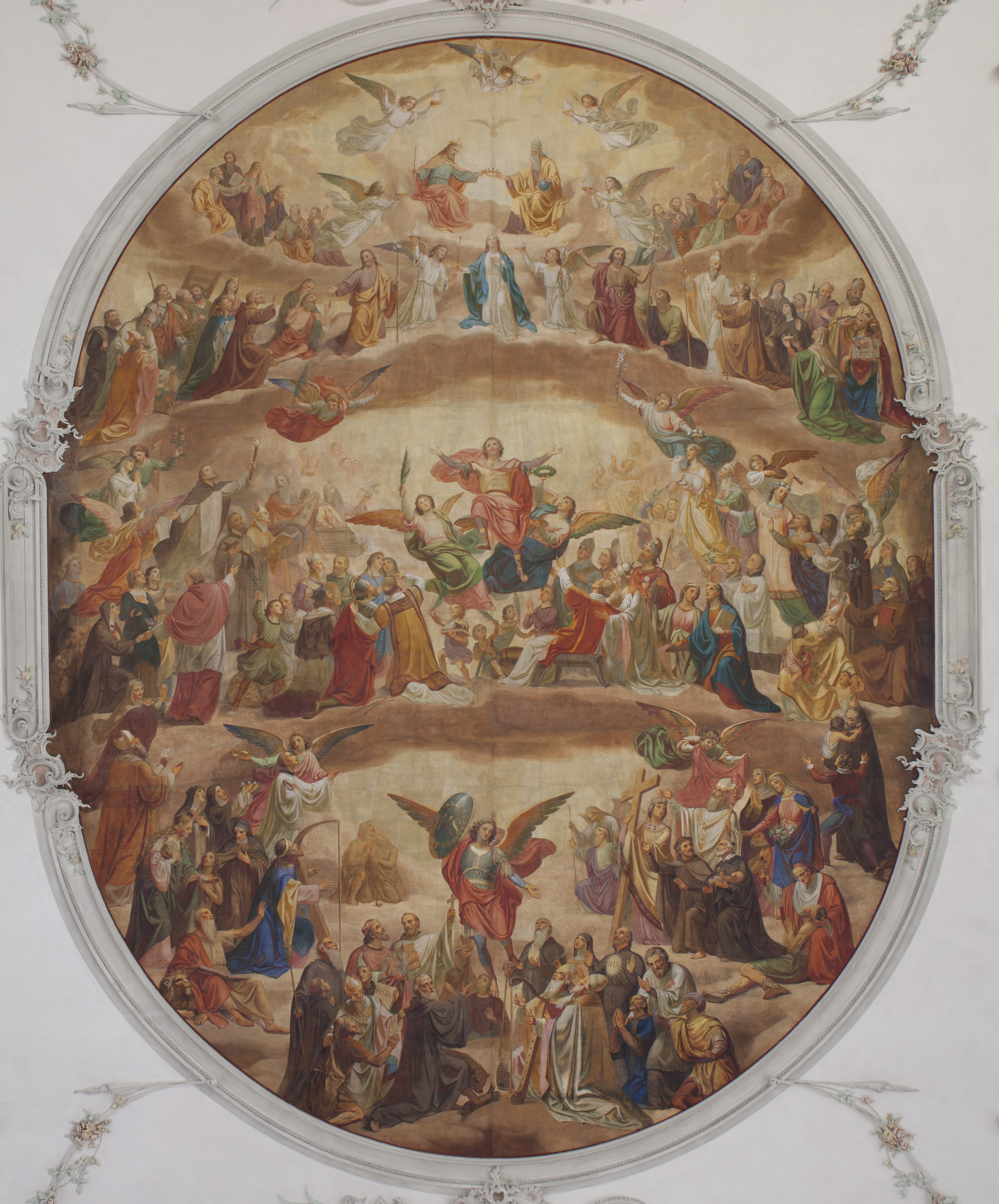
Mittleres Deckengemälde, 2019

Franz Vettiger malte die drei ovalen Deckengemälde und die 14 Medaillons; in der Aufstellung der Renovationsarbeiten sind auch die Bilder des Muttergottes- und des Josephsaltars erwähnt. Das Queroval vor dem Chorbogen stellt Weihnachten mit Anbetung der Hirten und der Drei Könige dar, das mittlere Längsoval vereinigt die Bildgedanken Allerheiligen, Mariä Krönung und Glorie des Kirchenpatrons Mauritius. In einem Briefwechsel von 1890 ging es zwischen Pfarrer Bonifaz Räss (1848–1928) und dem Künstler Franz Vettiger ausschliesslich um die Darstellung der acht Seligkeiten. Das Gemälde gilt mit seiner geschickten Komposition als eines der Hauptwerke der spätnazarenischen Deschwandenschule. Von den 163 dargestellten Figuren und Engel sind 154 namentlich zu benennen. Das Queroval über der Orgelempore beinhaltet die Apokalypse. In den 14 Medaillons, die sich jeweils Gewölbeansätzen befinden, sind in Halbfigur die heiligen Nothelfer dargestellt, von rechts vorne dem Uhrzeiger nach: Achatius, Katharina, Blasius, Georg, Pantaleon, Cyriacus, Margaretha, Ägidius, Erasmus, Eustachius, Christophorus, Vitus, Barbara und Dionysius.

### Orgel
Die erste Erwähnung einer Orgel erfolgte nach dem Dorfbrand von 1560, wobei anzunehmen ist, dass eine kleinere Chororgel ob der Sakristei schon beim Bau der spätgotischen Kirche (1488–1513) installiert worden war und der Feuersbrunst zum Opfer fiel. Denn das Fehlen von mindestens einer kleinen Orgel würde nämlich der Orgelforschung widersprechen, die für das 15. Jahrhundert in den meisten Haupt- und Klosterkirchen eine Orgel nachweisen kann.

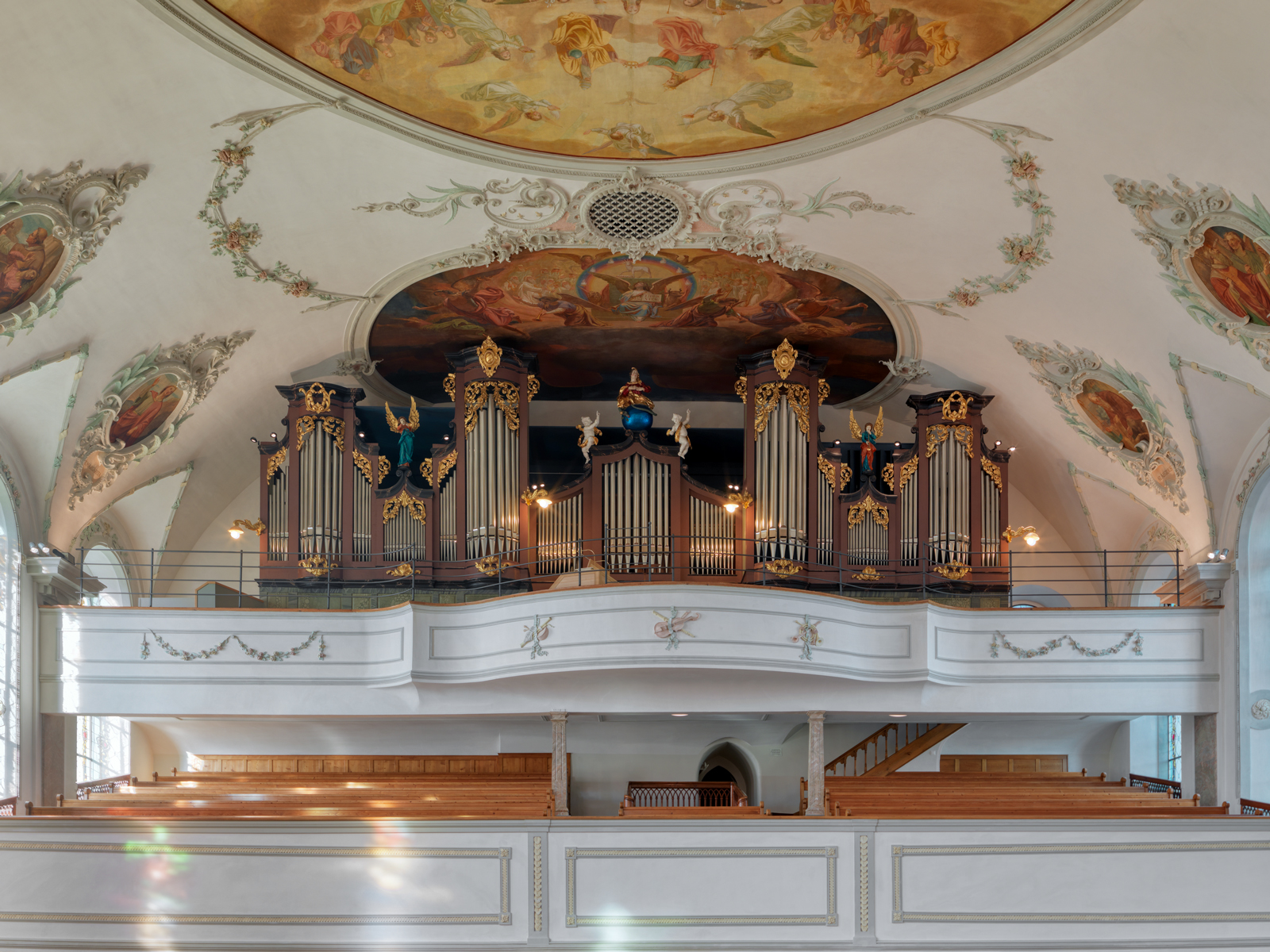
Blick auf die Orgel, 2019

Am 24. November 1582 schrieben Landammann und Rat von Appenzell an Schultheiss und Rat von Luzern. Sie baten, Fridolin Jung, den aus Appenzell stammenden Organisten in der Kirche im Hof, für ein paar Tage freizustellen, damit dieser für sie eine gut erhaltene oder neue Orgel beschaffen könne. Jung vermittelte ihnen ein älteres Werk aus Freiburg im Breisgau; der Kaufvertrag ist auf den 17. Dezember 1582 datiert. Im Hauptwerk befanden sich zehn Register, im Rückpositiv deren fünf. 1641 beschloss man, sich eine neue Orgel anzuschaffen; diese umfasste zwölf Register auf einem Manual und wurde beim Orgelbauer Niklaus Schönenbühl in Alpnach bestellt. Sie sollte auf Jakobi (25. Juli) 1642 fertig sein, wurde allerdings erst am 14. November desselben Jahres fertiggestellt. Nach dem Bau des klassizistischen Schiffes baute Sylvester Walpen (1767–1837), Luzern, 1824 die Hauptorgel um, stattete diese mit einem neuen Gehäuse aus. Johann Nepomuk Kiene (1802–1902) aus Langenargen baute 1864 in das Gehäuse der Hauptorgel unter Verwendung alten Materials eine neue Orgel mit 26 Registern, zwei Manualen und einem Pedal ein. Wegen häufiger Reparaturen wurde sie 1895 durch eine neue Orgel von Max Klingler ersetzt (30 Register, zwei Manuale und ein Pedal). 1940/1941 erfolgte ein Umbau auf drei Manuale und eine Erweiterung um neun Register und zwei Transmissionsregister durch die Firma Späth, Rapperswil. Ebenso wurde damals das Mittelstück mit einer barocken Statue und zwei Putten aus dem 17. Jahrhundert ausgestattet. 1969/1970 erfolgte eine Revision mit Erweiterung um acht Register und teilweiser Umdisponierung; 1985 wurde ein neuer Spieltisch eingebaut; 1996/1997 gab es eine Generalrevision und Neuintonation; 2018/2019 nahm man eine Restaurierung vor.
Neben der Hauptorgel war in der Pfarrkirche lange Zeit auch eine Chororgel vorhanden. 1622 oder früher schaffte man sich ein Regal, also eine kleinere, leicht tragbare Orgel, an. 1825 lieferte Sylvester Walpen eine neue Chororgel, bei der es sich aber wohl eher um ein älteres Werk gehandelt haben dürfte. Für sie wurde an der Nordseite des Chores, über der Türe zur Sakristei, eigens eine Empore erbaut. Dieses Instrument wurde 1891/1892 von Max Klingler aus Rorschach durch ein neues Werk mit acht Registern und einem Manual ersetzt. Sie befand sich nunmehr an der Südseite des Chores, wurde ab 1929 jedoch nur noch selten verwendet, 1970 zugunsten des Ausbaus der Hauptorgel an Privat verkauft und 25 Jahre später zu einem symbolischen Preis zurückgekauft.
Aktuelle Disposition
| I. MANUAL Hauptwerk C–g′′′ |                       |     |
| 1.                         | Quintaden             | 16′ |
|                            | Gedackt (Transm.)     | 16′ |
| 2.                         | Principal             | 8′  |
| 3.                         | Hohlflöte             | 8′  |
|                            | Gedackt (Transm.)     | 8′  |
| 4.                         | Spitzflöte            | 8′  |
| 5.                         | Octave                | 4′  |
| 6.                         | Nachthorn             | 4′  |
| 7.                         | Octave                | 2′  |
| 8.                         | Mixtur 5-9fach        | 2′  |
| 9.                         | Zinke                 | 8′  |
|                            | Holzdulcian (Transm.) | 16′ |

| II. MANUAL C–g′′′ |                          |        |
|                   | Gedackt (Transm.)        | 16′    |
| 10.               | Praestant                | 8′     |
| 11.               | Rohrflöte                | 8′     |
| 12.               | Wienerflöte              | 8′     |
| 13.               | Dulciana                 | 8′     |
| 14.               | Principal                | 4′     |
| 15.               | Traversflöte             | 4′     |
| 16.               | Sesquialtera 2fach ab c° | 2 ⁄3′  |
| 17.               | Superoctave              | 2′     |
| 18.               | Nachthorn                | 2′     |
| 19.               | Terz                     | 1 3⁄5′ |
| 20.               | Larigot                  | 1 ⁄3′  |
| 21.               | Scharf 3-4fach           | 1′     |
| 22.               | Holzdulcian              | 16′    |
| 23.               | Krummhorn                | 8′     |
| 24.               | Schalmey                 | 4′     |
|                   | Tremolo                  |        |

| III. MANUAL Schwellwerk C–g′′′ |                       |       |
| 25.                            | Gedackt               | 16′   |
| 26.                            | Ital. Principal       | 8′    |
| 27.                            | Gedackt               | 8′    |
|                                | Wienerflöte (Transm.) | 8′    |
| 28.                            | Salicional            | 8′    |
| 29.                            | Schwebung             | 8′    |
| 30.                            | Principal             | 4′    |
| 31.                            | Blockflöte            | 4′    |
| 32.                            | Nasat                 | 2 ⁄3′ |
| 33.                            | Waldflöte             | 2′    |
| 34.                            | Mixtur 5-8fach        | 1 ⁄3′ |
| 35.                            | Cymbel 5fach          | 1⁄2′  |
|                                | Holzdulcian (Transm.) | 16′   |
| 36.                            | Trompette harmonique  | 8′    |
| 37.                            | Oboe                  | 8′    |
| 38.                            | Clairon               | 4′    |
|                                | Tremolo               |       |

| PEDAL C–f′ |                    |       |
| 39.        | Principalbass      | 16′   |
| 40.        | Subbass            | 16′   |
|            | Echobass (Transm.) | 16′   |
| 41.        | Oktavbass          | 8′    |
| 42.        | Flötbass           | 8′    |
|            | Gedackt (Transm.)  | 8′    |
| 43.        | Choralbass'        | 4′    |
| 44.        | Gemshorn           | 4′    |
| 45.        | Rauschbass 4fach   | 2 ⁄3′ |
| 46.        | Posaune            | 16′   |
| 47.        | Trompete           | 8′    |
| 48.        | Clairon            | 8′    |

- 48 Register, 8 Transmissionen
- 6 Normalkoppeln, 2 Superkoppeln, 2 Subkoppeln
- elektronischer BusSetzer (Heuss)
- Midischnittstelle, Aufnahme- u. Wiedergabe-Funktion
- Registercrescendo

### Kirchengeläut
Vom heutigen Glockengeläut wurden 1923 sieben Glocken durch die Giesserei Rüetschi in Aarau neu gegossen. Dazu kommt noch die Lehrglocke (sie kündigte früher den Schulunterricht und die Christenlehre an), die auch Schutzengelglöcklein genannt wird. Sie wurde 1509 gegossen und kam wohl erst nach dem Dorfbrand von 1560 in den Turm. Das neue Geläut wurde am 17. Dezember 1923 durch den St. Galler Bischof Robert Bürkler geweiht und am folgenden Tag unter Beteiligung der Schuljugend in den Turm gezogen. 1960 wurde die Elektrifizierung des Geläuts und der Turmuhr beschlossen, das Probeläuten fand am 28. Juni 1960 statt. Vorher war das Läuten zuerst dem  Mesmer und dann dem Turmwart mit seinen Läutebuben anvertraut worden.
Das Geläut umfasst folgende Glocken:
| Glocke | Name                                     | Gewicht | Durchmesser | Schlagton |
| ------ | ---------------------------------------- | ------- | ----------- | --------- |
| 1      | Dreifaltigkeitsglocke, auch Manneri      | 6173 kg | 2154 mm     | G°-9      |
| 2      | Mauritiusglocke, auch Wiiberi            | 3428 kg | 1814 mm     | B°-2      |
| 3      | Muttergottesglocke, auch Angelusglocke   | 2516 kg | 1618 mm     | c′-4      |
| 4      | Josephsglocke                            | 1757 kg | 1443 mm     | d′-6      |
| 5      | Karl Borromäus-Glocke, auch Wetterglocke | 1059 kg | 1216 mm     | f′+2      |
| 6      | Martinsglocke, auch Chlänkerglocke       | 0743 kg | 1084 mm     | g′-6      |
| 7      | Barbaraglocke, auch Armenseelenglocke    | 0437 kg | 913 mm      | b′+2      |
| 8      | Lehrglocke, auch Schutzengelglöcklein    | 0400 kg |             | d″        |

Glocke 1 heißt auch Landsgemeindeglocke, weil sie immer zur Landsgemeinde läutet, welche normalerweise jeweils am letzten Aprilsonntag stattfindet. Glocke 8 gehört nicht zum Gesamtgeläut. Sie wird nur solistisch beim Tod eines Gemeindemitglieds und bei Beerdigungen von Kindern (Goofenglocke) geläutet. Bei Beerdigungen von Männern wird Glocke 1 (Männeri) geläutet, bei Bestattungen von Frauen Glocke 2 (Wiiberi).
Vom alten Geläut sind einige Glocken erhalten geblieben:
- Die Lehrglocke von 1509, in einfacher unverzierter Form mit einem Durchmesser von 85 cm und der Inschrift «lasset die kindlin zu mir kommen – denn irer ist das rich der himlen ano domini m • ccccc • ix •» (Glocke 8 in obiger Tabelle).
- Die Winkel- oder Feuerglocke von 1509 befindet sich heute in der Appenzeller Lourdeskapelle. Sie ist ähnlich wie die Lehrglocke aufgebaut und trägt die Inschrift «ave maria gratia plena dominus tecum anno domini m • ccccc • ix •».
- Das Kinderglöcklein oder die Vigilglocke von 1621 hing zwischen 1923 und 1958 in Appenzell in der Kapelle des Kollegiums und befindet sich seit 1958 in der Lourdeskapelle. Sie hat einem Durchmesser von 50 cm und Reliefs einer Kreuzigungsgruppe, einem Familienwappens (wohl Inauen) und dem Lamm Gottes sowie darüber zwei schmale Zierkränzchen und die Inschrift «IERONMVS + GESVS + ZVO + CONSTANZ + HAT + MICH + GOSSEN 1621».
- Das Sterbeglöcklein wurde 1593 in Appenzell von Peter Füssli gegossen und befindet sich ebenfalls in der Lourdeskapelle.
- Die Vigilglocke von 1793 wurde von Johann Konrad Rosenlächer, Konstanz, gegossen und befindet sich seit 1923 in der katholischen Kirche Gais.

### Krypta

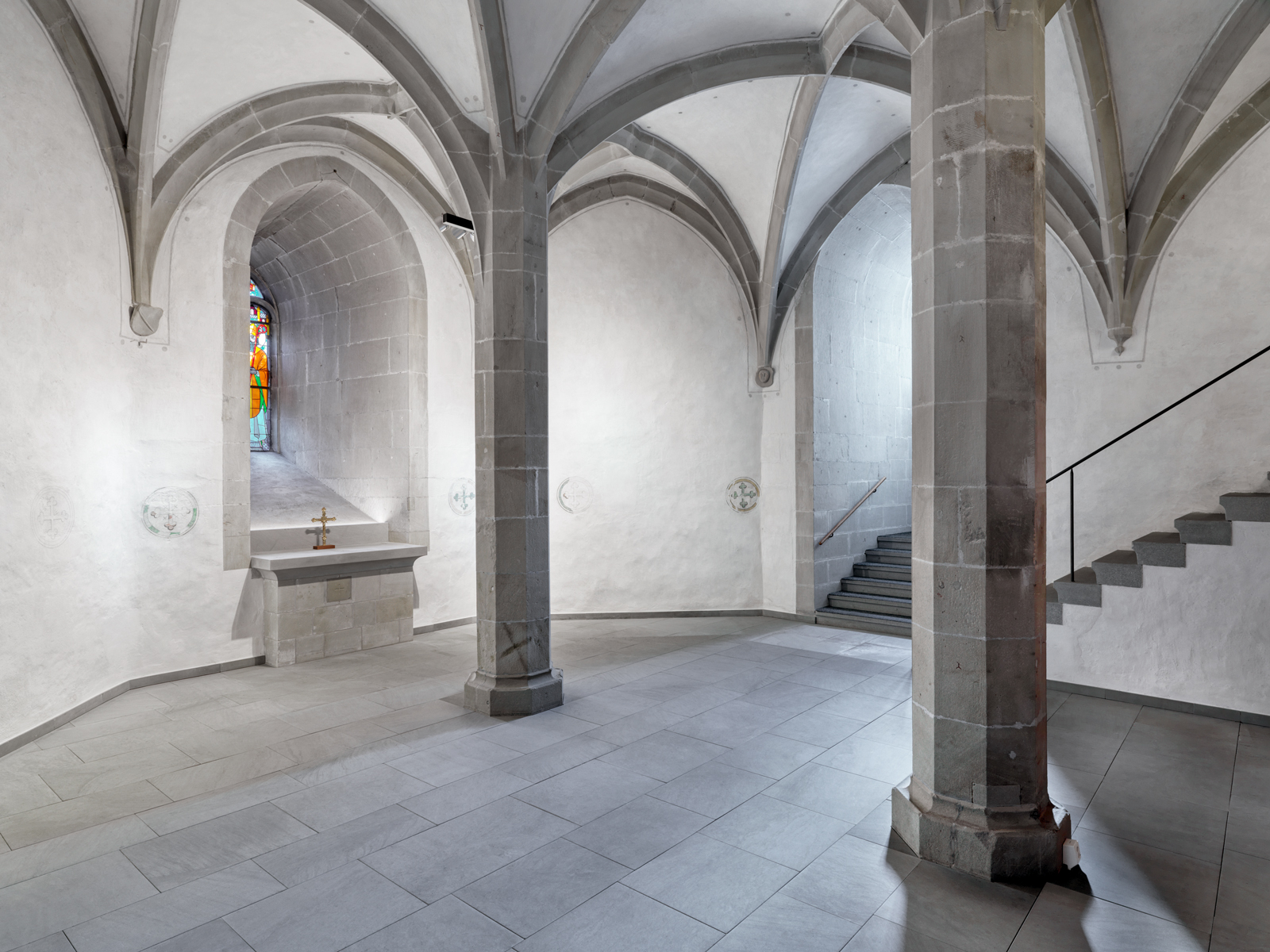
Blick in die Krypta, 2020

Die Krypta war früher vom Kircheninneren her durch die Eisentür zwischen den südlichen Seitenaltären und vom Chorumgang durch den südöstlichen Treppenturm zugänglich. Seit ihrer Restaurierung von 1953 ist sie von der Hauptgasse her durch eine Verlängerung des Südfensters direkt und bequemer erreichbar. In der Ostwand befindet sich ein 1953 von Johannes Hugentobler angefertigtes Glasfenster, das die Kryptenpatrone Eligius und Stephanus zeigt, wobei laut Aufzeichnungen von Pfarrer Georg Schiess die Krypta aber nur dem heiligen Eligius und ihr Altar auch zu Ehren des heiligen Stephanus geweiht waren. Davor befindet sich der damals erneuerte und 2018 rückversetzte Blockaltar. Zwischen 1953 und 2018 befand sich in der Krypta an der Nordostwand die Chorbogengruppe aus der Wiler Werkstatt des Jakob Rissi, bestehend aus dem ehemaligen Chorbogenkreuz von 1580 und den beiden Assistenzfiguren von 1608. 1953 wurde die auf 1527 datierte Empore durch eine getreue Kopie grösstenteils ersetzt, die 2018 aber rückversetzt wurde.
Die heute Stephanskapelle genannte Krypta ist im Volksmund auch als Gloriszätti bekannt. Das Bestimmungswort Gloris ist wohl eine Umbildung des Namens von einem der beiden Patrone (Eligius; alte Schreibweisen: 1513 Eulogius, 1560 Loy, 1715 und 1850 Gloris). Das Grundwort zätti zu zetten, verzetten spielt wohl auf den vor der Restaurierung von 1953 verwahrlosten Zustand an; die Krypta diente von 1913 bis 1952 als Ablage für das Landesarchiv von Appenzell Innerrhoden und die Kantonsbibibliothek.

### Schaulager
Anlässlich der umfassenden Innenrenovation von 2018–19 wurden der einst auch als Munitionslager gebrauchte Kirchenestrich, die Himmleze, wie auch andere Nebenräume der Pfarrkirche aufgeräumt. Der Estrich im Dachboden war vollgestopft mit ausgemusterten Kultgegenständen jeglicher Art, worunter sich auch Objekte aus anderen Sakralbauten in der Pfarrei befanden. Nach einem Konzept der Künstlerin Vera Marke wurde das Vorgefundene gereinigt, fotografiert, inventarisiert und in einen thematischen Zusammenhang gestellt. Entstanden ist ein Schaulager von wirklich sehenswerter Qualität. Es wird auch Einblick gewährt in den wechselnden «Geschmack der Dinge» beziehungsweise in den durch die Jahrhunderte hindurch sich ständig ändernden Zeitgeist. Die Sammlungen können im Rahmen einer Führung durch die Pfarrkirche besichtigt werden. Im Schaulager gezeigte Objekte sind auch auf der Website himmleze.ch ersichtlich.

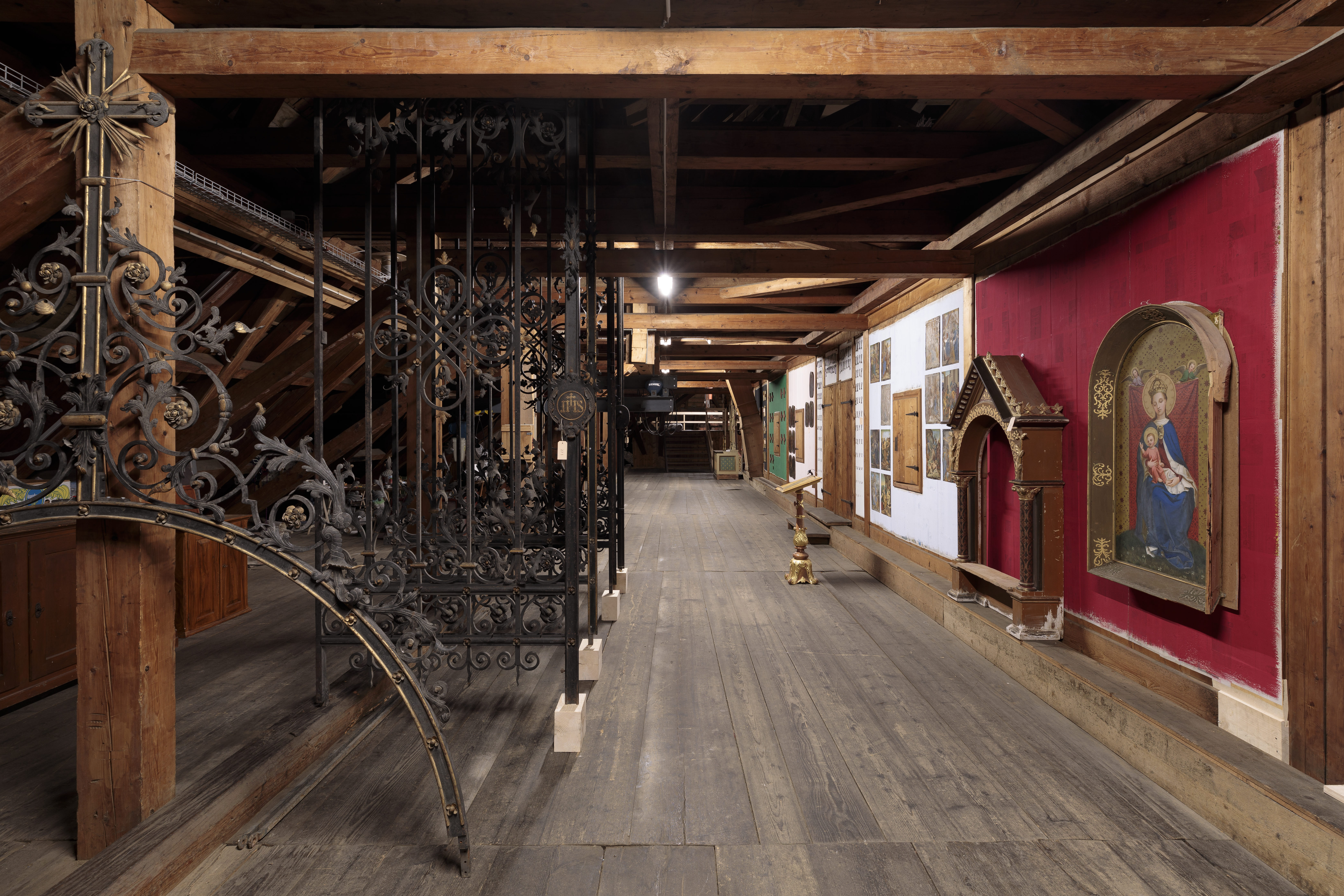
Die Wände im Schaulager sind in liturgischen Farben gehalten. Links das Chorgitter von 1891, 2019
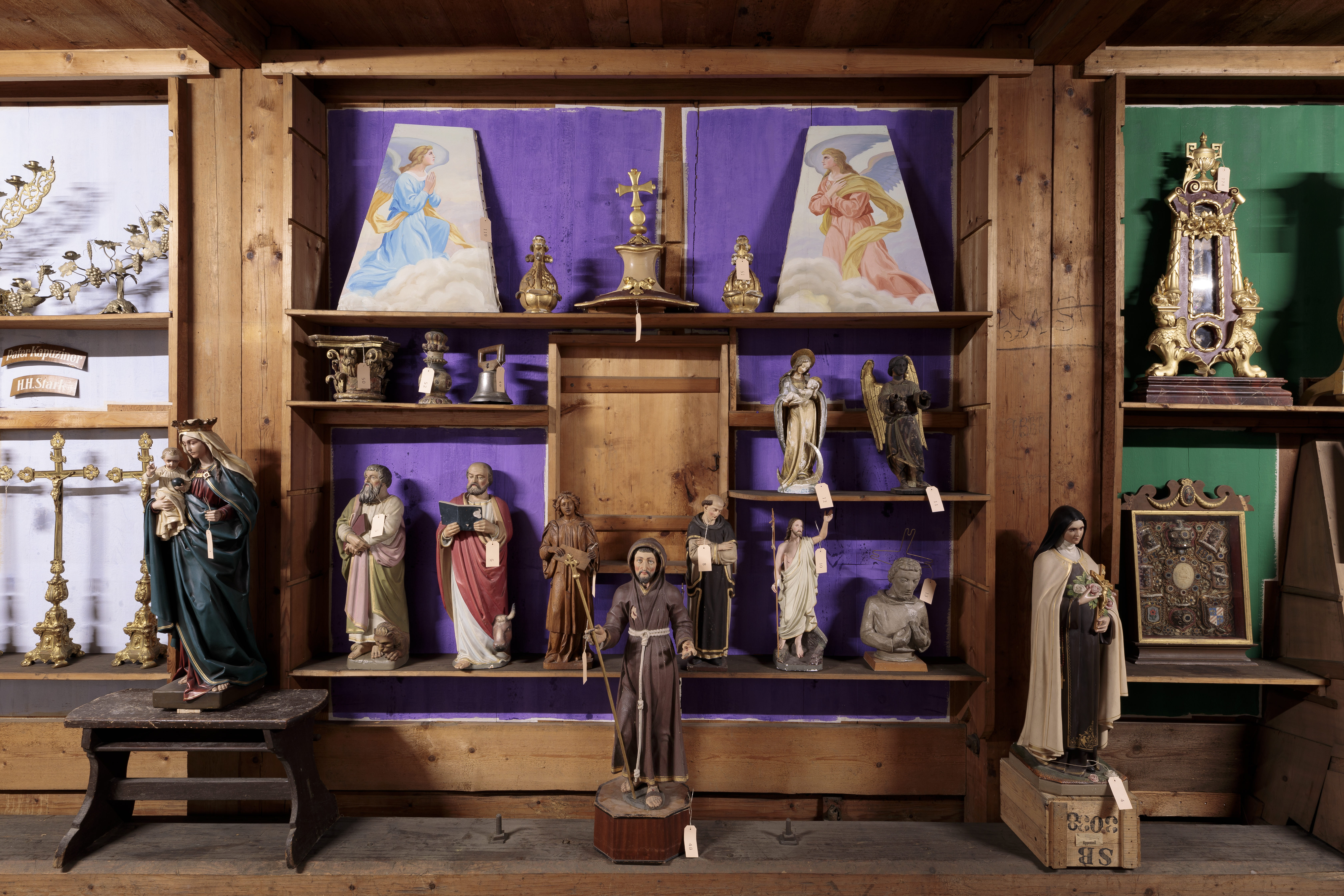
Im Schaulager ist alles, was im Kirchenestrich und in Nebenräumen der Pfarrkirche auffindbar war, 2019

## Abgegangene Kunstwerke

### Spätgotischer Hochaltar von 1504
Der spätgotische Hochaltar wurde in mehrere Einzelteile zerlegt. Anlässlich einer kunsthistorischen Untersuchung konnte er durch Rainald Fischer (1921–1999) rekonstruiert werden. Offenbar war er der erste Rosenkranzaltar auf dem Gebiet der heutigen Schweiz; denn die allererste Rosenkranzbruderschaft entstand erst 1468. In der St.-Andreas-Kirche in Köln ist eine Altartafel dieser Bruderschaft aus dem frühen 16. Jahrhundert zu sehen.
Die beiden Flügel des Appenzeller Hochaltars befinden sich im Landesmuseum in Zürich. Die Aussenseiten zeigen die heiligen Martin und Georg, an den Innenseiten ist die Geburt Christi und die Anbetung der drei Könige dargestellt.
Im Museum Appenzell befinden sich Plastiken: fünf Geheimnisse des schmerzhaften Rosenkranzes, ein stehender Engel und eine kniende Maria. In zwei Kapellen, die sich in der Pfarrei Appenzell befinden, sind zwei Apostelbüsten (Jakobus der Ältere und Johannes Evangelist; Kapelle St. Franziska Romana, Rechböhl) und ein sitzender Christus (Kapelle zur Schmerzhaften Gottesmutter, Sonnenhalb) abgewandert.